# Aerosmith
Az Aerosmith amerikai hard rock zenekar, melyet gyakran illetnek a „The Bad Boys Boston” (bostoni rosszfiúk) és az „America's Greatest Rock and Roll Band” (Amerika legnagyobb rock and roll zenekara) jelzőkkel.
A zenekar hagyományos rhytm & blues alapú rockot játszik, de hosszas pályafutásuk alatt több stílus is felbukkant zenéjükben. Míg a korai érát a rhythm and blues és a bluesalapú hard rock jellemezte, addig a 80-as években már poposabb és AOR-osabb felhanggal is megszólaltak, a hard rock mellett. A sok stílusváltás ellenére is meg tudták őrizni sajátos arculatukat, és számos későbbi rockegyüttesnek jelentettek inspirációs forrást.
Az együttes 1970-ben alakult Bostonban, miután Steven Tyler énekes csatlakozott a Jam Band két tagjához, Tom Hamilton basszusgitároshoz és Joe Perry gitároshoz. A felállás Joey Kramer dobossal és Ray Tabano gitárossal lett teljes. 1971-ben Tabanót Brad Whitford váltotta fel, így kialakult az együttes klasszikus felállása. 1972-ben a Columbia Records kiadóval szerződtek, de az első két albumuk (Aerosmith  1973, Get Your Wings – 1974) még nem lett sikeres. A mainstream áttörést az 1975-ben megjelent Toys in the Attic hozta el számukra, majd az ezt követő Rocks albummal szupersztár státuszba kerültek. A sikerek hatására az első két album is platinalemez minősítést szerzett, a zenekar hűséges rajongótáborát pedig Blue Armyként (kék hadsereg) emlegették (utalva egységes farmerdzseki és nadrág megjelenésükre).
Az 1970-es évek közepén-végén az egyik legnépszerűbb együttesnek számítottak, a belső konfliktusok és a mértéktelen kábítószerhasználat viszont megakasztotta az együttes pályafutását, és a 80-as évekre népszerűségük jelentősen csökkent. Joe Perry 1979-ben, Brad Whitford 1981-ben kilépett, helyükre Jimmy Crespo és Rick Dufay került. A már velük készült Rock in a Hard Place ugyan aranylemez lett, de már nem tudta megismételni a korábbi sikereket. 1984-ben Perry és Whitford visszatért, a zenekar pedig a Geffen Recordsszal kötött hosszú távú szerződést. Korábbi népszerűségüket az 1987-ben megjelent Permanent Vacation albummal érték el, amelyet már a korábban jellemző alkohol- és drogproblémák nélkül készítettek el. Ezt követően olyan sikeres albumok születtek, mint a Pump (1989), a Get a Grip (1993), vagy a Nine Lives (1997). Az együttes 1980-as évek végi sikereit úgy szokás jellemezni, mint az egyik leginkább figyelemre méltó visszatérést a rockzene történetében.
Öt évtizedes pályafutásuk alatt generációk sztárzenekaraira voltak hatással, kezdve a Guns N’ Rosestól a Metallicáig, a Mötley Crüe-től a Nirvanáig. Amerika egyik legismertebb és legnagyobb múltra visszatekintő zenekara, amely kereskedelmileg a legkelendőbb amerikai zenekar, a világszerte több mint 170 millió eladott lemezével (ebből 70,2 milliót adtak el az USA-ban). Az Aerosmith tekinthető a legtöbb arany- és multiplatina-albummal rendelkező amerikai zenekarnak, ezenkívül számos zenei díj fűződik az együttes nevéhez. Pályájuk során 21 daluk került fel a Billboard Hot 100 Top 40-es listájára, amelyből kilenc vezette a Mainstream Rock listát. Emellett négy Grammy-díj és tíz MTV Video Music Awards fűződik a nevükhöz. Népszerűségüket az 1990-es években és az új évezredben is meg tudták őrizni, a mai napig telt házas stadionkoncerteket adnak. 2001-ben bekerültek a Rock and Roll Hall of Fame-be, de szerepeltek a Rolling Stone és a VH1 minden idők 100 legnagyobb előadóinak listáján is. A két fő dalszerző Tyler és Perry 2013-ban a Songwriters Hall of Fame tiszteletbeli tagja lett, míg a zenekar 2019-ben kapott csillagot a Hollywoodi hírességek sétányán. 2020-ban az Aerosmith kapta meg a MusiCares Person of the Year díjat.

## Történet

### Előzmények (1964–1970)
Az együttest Steven Tyler énekes, Joe Perry gitáros és Tom Hamilton basszusgitáros alapította 1970-ben. Tyler 1964-ben alapította meg első zenekarát, a The Strangerst, amely hamarosan a The Strangeurs nevet vette fel. Az együttes gyorsan Yonkers egyik legnépszerűbb formációja lett. 1966-ban már a Chain Reaction nevet használták, majd The Sun címmel egy kislemezt is kiadtak. A nagyrészt feldolgozásokat játszó együttes telt házas klubkoncerteket adott, Steven Tyler pedig a környék sztárénekese lett. A Chain Reaction ezt követően Chainre rövidítette a nevét, majd 1968-ban feloszlott. Tyler ezt követően olyan kérészéletű és sikertelen együttesekben bukkant fel, mint a „Pipe Dream” és a „Plastic Glass”.
Joe Perry és Tom Hamilton már az 1960-as évek végén is együtt játszott a blues alapú Jam Band együttesben. A zenekar 1969 nyarán Sunapeeben is fellépett, ahol Steven Tyler is a nézők között volt. Az énekes az előadás alatt egyből eldöntötte, hogy velük képzeli el zenei karrierjét. Elsősorban az érzés és a színpadról áramló energia nyerte el a tetszését, semmint a pontos vagy kiemelkedő hangszeres teljesítmény:
Nem tudtak énekelni, nem tudták behangolni a hangszereiket, pontatlanul játszottak, így aztán nyugodt szívvel mondhatom, hogy egyszerűen szarok …, ha nem lettek volna valahogy mégis jók. Ha ezt az energiát sikerülne egyesíteni azzal a muzikalitással, amit apámtól örököltem, akkor valami egészen szuper sülhetne ki ebből az egészből.
A közös zenélésre azonban bő egy évig mégsem került sor. Tyler ez idő alatt a „Fox Chase” és a „William Proud” együttesekben fordult meg, míg Perry és Hamilton továbbra is a Jam Band tagja maradt. 1970 szeptemberében Bostonba költöztek, hogy ott alapítsanak új zenekart. Az énekes – ahogy azt már korábban eldöntötték – Steven Tyler lett, aki hozta magával a Chain volt basszusgitárosát, Ray Tabanót is. Tabano másodgitárosként csatlakozott hozzájuk, amit Perry kezdetben ellenzett, ő ugyanis egy gitárral képzelte el a zenekart.
Tyler azonban ragaszkodott a kétgitáros felálláshoz, ezenkívül Hamiltont Don Solomonra kívánta lecserélni, aki korábban a William Proudban már zenélt vele. Joe Perry viszont Hamiltont akarta basszusgitárosnak, így az a megoldás született, hogy maradt Hamilton, cserébe Ray Tabano lett a másodgitáros. Tyler a korábbi zenekaraiban dobosként kezdte pályafutását, később az éneklés mellett gyakran beült a dobfelszerelés mögé is. Ő azonban a formálódó együttesben kizárólag frontember akart lenni, így felvetette, hogy csak akkor marad, ha nem kell dobolnia. A megegyezés után – Ray Tabano javaslatára – Joey Kramer lett a zenekar dobosa, aki korábban már ismerte Tylert, mivel ő is yonkersi volt. Elmondása szerint mindig arra vágyott, hogy egy zenekarban játszhasson Tylerrel. Kramer, aki ekkortájt a Berklee College of Music hallgatója volt, elhagyta az intézményt, hogy teljes erőbedobással a zenekarra koncentrálhasson. Az 1970 nyarán megalakult Tyler–Perry–Tabano–Hamilton–Kramer-felállású zenekar Bostonba tette át székhelyét, ahol a Commonwealth Avenue 1325. szám alatt találtak egy két hálószobás kiadó lakást. A még név nélküli zenekar első próbáira egy egyetemi kollégium alagsorában került sor.
Az együttesből Tyler rendelkezett a legtöbb zenekari tapasztalattal és muzikalitással, így gyakorlatilag ő volt a zenekar tanára. A hangszeresek nyers erőt és energiát mutattak neki. Kezdetben ez kovácsolta össze őket, de tulajdonképpen a mai napig ez adja a közöttük lévő szeretet-gyűlölet viszony alapját. Gyakorlásképpen Rolling Stones-számokat játszottak, hangról hangra. Steven Tyler később így idézte fel az első próbákat:
Képtelenek voltak igazi összhangban játszani. Összefésültem a szólamokat és megtanítottam őket arra, hogy ne essenek ki a ritmusból. Szóval én csináltam belőlük igazi zenekart. A mai napig gyűlölnek ezért. Később egy csomó terápiás megbeszélésünk erről szólt.

### Aerosmith,Get Your Wingsés Toys in the Attic (1971–1975)
Zenekarnévnek elsőként a „Spike Jones and the Hookers” merült fel, de mivel a „spike” a drogos szlengben fecskendőt, a „jones” pedig függőséget jelentett, elvetették az ötletet. Ezenkívül szóba került a „The Bananas” és a „Hookers” (prostik) kifejezés is, de Tyleren kívül ezek senkinek nem tetszettek. Az Aerosmith nevet Joey Kramer találta ki, akit Harry Nilsson Aerial Ballet című albuma ihletett meg. A többieknek kezdetben nem tetszett az ötlet, mivel Sinclair Lewis Arrowsmith című, 1925-ös regényére gondoltak, amely kötelező olvasmánynak számított az iskolákban. Miután Kramer felvázolta ötleteit, és elmagyarázta, hogy nem az Arrowsmith regényre utalt, mindenki egyetértett az Aerosmith név felvételével. Az első koncertre a massachusettsi Hopkintonban került sor, a Nipmuc gimnáziumban. Az előadáson felhangzott a Movin’ Out, a Somebody, a Walkin the Dog, de olyan feldolgozások is előkerültek, mint a Good Times Bad Times, vagy a Train Kept A-Rollin' (Led Zeppelin).
Eleinte kénytelenek voltak saját magukat promotálni, majd New Hampshire-ben szereztek maguknak egy ügynököt, Ed Malhoit személyében, aki főiskolákon és fogadókban szervezett nekik fellépéseket hétvégenként. A zenekar pénzügyeit ekkoriban még Joey Kramer intézte.
1971-ben Ray Tabanót ingadozó teljesítménye és féktelen viselkedése miatt kirúgták. Tabano igen kezdetleges szinten használta hangszerét, ezenkívül állandóan összeszólalkozott az együttes tagjaival, elsősorban Tylerrel. A gitáros távozása azonban megviselte Tylert, akivel a mai napig barátságban maradt. Tabano kezdetben tudomásul sem vette kirúgatását, és még hetekig az együttessel maradt. Az új gitáros végül Brad Whitford lett, akit egy Justin Thyme-koncerten láttak, de korábban az Earth Inc. tagja volt. A Justin Thyme annak a Twitty Farrennek volt az új együttese, aki a William Proudban már játszott együtt Tylerrel. Whitford játéka azonnal megtetszett az Aerosmith tagjainak, és felajánlották neki a másodgitárosi posztot. Whitford, aki a Coolidge Middle School és a Berklee School of Music hallgatója volt, elfogadta az ajánlatot, és tökéletes összhangba került Perry játékával. Ezzel kialakult a klasszikusnak is hívott Tyler–Perry–Whitford–Hamilton–Kramer-felállás, amely egészen 1979-ig maradt együtt, majd 1984-ben újjáalakult, és a mai napig működőképesnek bizonyul.
Az új felállású zenekar az első közös koncertjét a Vermontban lévő Savage Beastben adta.
Az Aerosmith első meghallgatását lemezszerződés reményében a Columbiánál dolgozó George Page-nek tartotta. Neki tetszett a zene, ezért elvitte demójukat New Yorkba, az Epic Records munkatársához, Steve Paley-hez. Ő azonban visszautasította az együttest, lévén egy ilyen pofátlan Mick Jagger-kópia (utalva Tylerre) soha az életben nem lesz sikeres.
Ezt követően a zenekar egyre több koncertet adott Új-Angliában, és szerzett magának egy 72 személyes iskolabuszt a turnézáshoz. 1971 decemberében hatalmas kiugrási lehetőséghez jutottak, amikor sikerült lekötniük egy fellépést a Humble Pie előzenekaraként. A koncerten különleges vendégként Edgar Winter is fellépett. Ez volt az Aerosmith első koncertje New Yorkban, sőt az első New Englanden kívül. A következő hetekben nehéz idők jártak rájuk: majdnem kilakoltatták őket a házukból, ráadásul próbálni sem tudtak hol. A megoldás végül Frank Connelly koncertszervező személyében érkezett, aki menedzsmentszerződést kötött velük, és a korábbiaknál jóval nagyobb bevételeket ígért a zenekarnak. Frank Connelly Boston legnagyobb koncertszervezője volt, korábban kötött le fellépéseket a Beatlesnek, Jimi Hendrixnek és a Led Zeppelinnek is.
1972 kora tavaszán a Manhattanben lévő Kansas City Clubban koncerteztek, mely fellépésen jelen voltak David Krebs és Steve Leber menedzserek. Az Aerosmith szerződést kötött a később Leber-Krebs Inc. néven ismertté vált céggel, akik ezt követően 12 éven át menedzselték az együttest. 1972 júniusában még egy koncertet adtak a Kansas City Clubban, ahol Krebs és Leber meghívására Clive Davis, a Columbia Records elnöke is megnézte a koncertet, akit teljesen lenyűgözött az előadás. Ezt követően Steve Leber az Atlanticnek és Clive Davisnek is lejátszotta az együttes demóját. Az Atlantic nem látott fantáziát az Aerosmithben, a Columbia elnöke, Clive Davis viszont megtartotta a zenekart. David Krebs és Steve Leber saját cégükön a Leber-Krebs Inc.-en keresztül szerződtették le a zenekart a Columbiához, a lemezkiadó pedig 125 ezer dolláros előleget fizetett az együttesnek. Az Aerosmith volt az utolsó zenekar, amelyet Clive Davis leszerződtetett a Columbiának.
Joe Perry ekkoriban ismerkedett meg Elyssa Jerrettel (későbbi első feleségével), és ezzel elindult egy olyan folyamat, amely nagyon sok mindent megváltoztatott a zenekar történetében. Perry több időt szentelt magukra, mint a zenekarra, ezenkívül Tyler féltékeny is volt rá, ezért kettejük kapcsolata romlani kezdett. A zenekar kiköltözött korábbi lakhelyéről, a Commonwealth Avenue-ról, és külön utakra tértek. Ezzel lezárult egy korszak az együttes történetében.
Ezt követően megismerkedtek Laura Kaufmannal, aki a Leber-Krebs Inc.-nél dolgozott, és az együttes sajtófelelőse lett.
1972 októberében kezdtek el dolgozni az első albumukon, a bostoni Newbury Streeten található Intermedia stúdióban. A lemez producere Adrian Barber volt, aki korábban dolgozott a Cream és a Vanilla Fudge számára is. Az album 1973 januárjában jelent meg Aerosmith címmel, és a Billboard albumlista 166. helyéig jutott. Az albumon még nem kristályosodott ki teljesen későbbi stílusuk, erősen érződik rajta az olyan brit példaképek hatása, mint a Yardbirds vagy a Rolling Stones. A későbbi hard rock stílusban fogant albumaikkal szemben itt még a rock and roll és blues-rock hatások voltak az előtérben. A lemez, a róla kimásolt kislemezekkel egyetemben (Mama Kin, Make It) megbukott, mivel a Columbia egyáltalán nem támogatta. A kiadó profiljához inkább a folkos előadók passzoltak, így leginkább az akkor debütáló Bruce Springsteen albumára fókuszáltak. Az Aerosmith albumot teljes közöny fogadta, és semmilyen reakciót nem kapott. A számokat nem játszották a rádiók, nem voltak lemezkritikák, sem interjúk. Később az olyan magazinok, mint a Rolling Stone és az AllMusic egyaránt kedvező kritikákban részesítették a lemezt, amely több olyan dalt is tartalmazott, amik ma már az együttes klasszikusai közé tartoznak.
Az album kiadása után a korábbiaknál intenzívebb koncertezést terveztek, ezért Robert Kelleher személyében új turnémenedzserrel kötöttek megállapodást. Ezt követően a fúziós jazzt játszó Mahavishnu Orchestra előzenekaraként indultak turnéra. A koncerteken egyáltalán nem arattak sikereket, mivel a Mahavishnu Orchestra közönségét hidegen hagyta az Aerosmith rock and rollos zenéje. Előfordult, hogy a főzenekar azért fizetett az Aerosmithnek, hogy ne lépjenek fel aznap este.
Ezt követően a USA közép-nyugati és északkeleti régióit járták végig a The Kinks előzenekaraként. Ezeken a fellépéseken már lelkesen fogadta őket a közönség, a bevételeik pedig 300 dollárról 1500-ra ugrottak. A koncertek hatására egyre ismertebb lett a zenekar, a rajongók ostromolni kezdték a rádiókat, hogy játsszanak Aerosmitht, az adók pedig előbb-utóbb „behódoltak”. Az egyik 1973. április 19-én tartott koncertet a „WBCN” rádióadó élőben is közvetítette, amely egy showcase-koncert volt, tele rádiós és sajtós meghívottal. A koncertek többségének a médiában azonban semmi visszhangja nem volt, ha valami kritika mégis megjelent, az általában így írta le őket: „primitív”, „utánzat” és „felesleges”, Tylert pedig gyenge Mick Jagger-klónnak tartották.
Az első dicsérő kritika, amely fényes jövőt jósolt az együttesnek, a The Point magazintól származott:
Az Aerosmith zenéje mocskosul kemény. Fiatalok, erősek, és úgy játszanak, mintha az életük múlna rajtuk. Ilyennek kell lennie egy rockbandának. A rock and roll él, a jelenség megszületett, és hamarosan messzire terjed.
Az első országos lap, amely írt róluk, a Cream volt, akik szintén pozitívan nyilatkoztak a zenekarról. Kereskedelmileg azonban továbbra sem arattak sikereket, ezért a kiadó ejteni akarta a zenekart, mert a debütáló albumból csak 30 000 példány fogyott. David Krebs javaslatára a Columbia kiadta a Dream Ont kislemezen, amely a Billboard Hot 100 listáján az 59. helyezett lett. Ennek hatására a kiadó belátta, hogy nem reménytelen az együttes, így sikerült elérniük, hogy még egy lemezt kiadhassanak a lemezcégnél.
Boston első számú rádióadója, a WRKO rendezett egy ingyen koncertet, ahol az Aerosmith volt a főzenekar, és hétezren voltak rájuk kíváncsiak. Ez a rádióállomás folyamatosan játszotta a Dream Ont, ami nyolc héten állt az adó slágerlistájának élén, s később a Rolling Stones Angie című dala szorította le. Augusztus 10-én a Sha Na Na előtt léphettek fel a Suffolk Downs-i versenypályán 35 000 néző előtt. A siker érdekében körbejárták az olyan híres lapok szerkesztőségeit, mint a Billboard, a Cashbox, vagy a Record World. Meglepő módon több magazinban is pozitív hangvételű kritikákat kezdtek írni róluk. 1973 októberében újabb turnéra indultak, ezúttal a Mott the Hoople előzenekaraként. Az Aerosmith Tour elnevezésű turnét követően dolgozni kezdtek a második album anyagán.

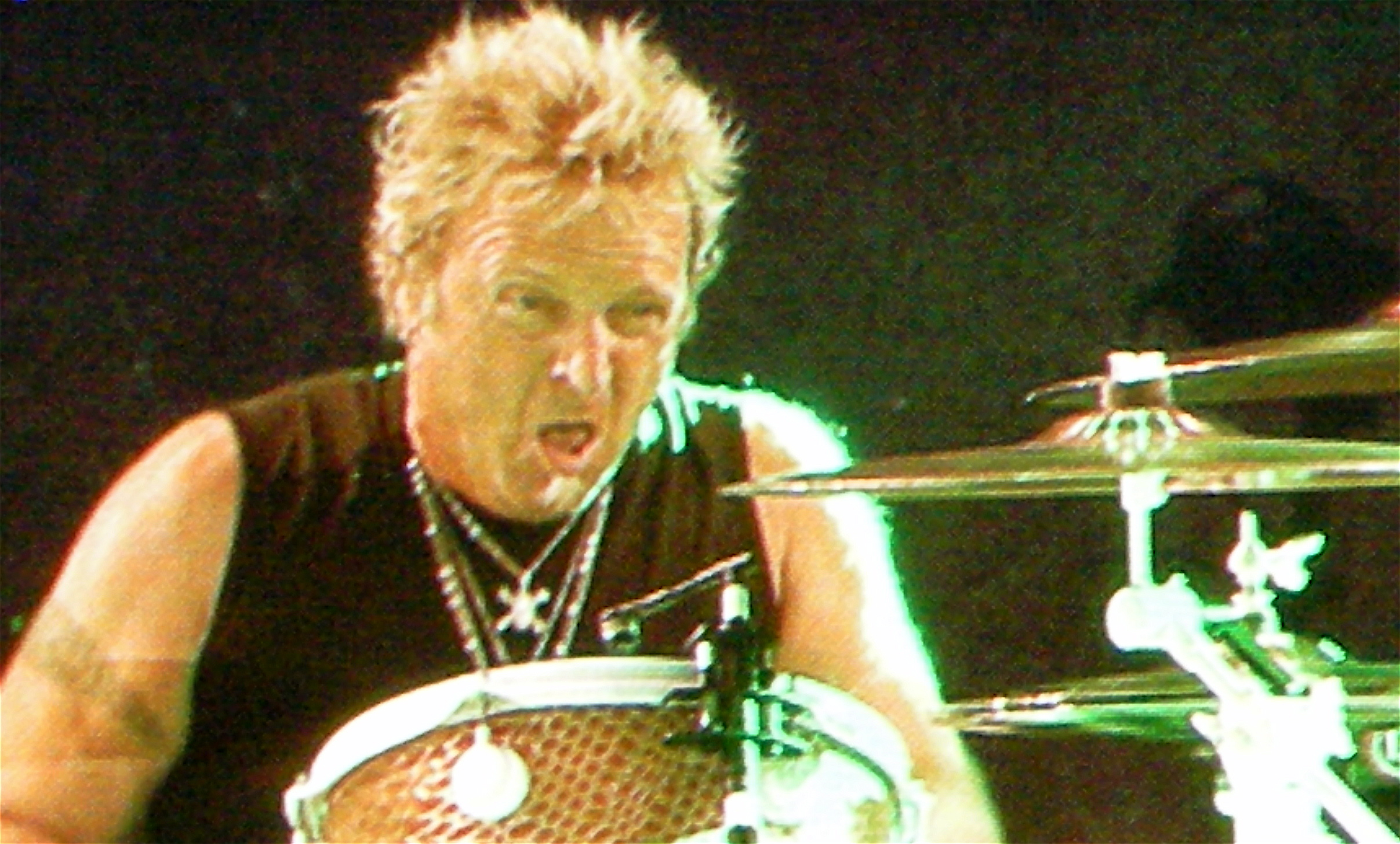
Joey Kramer az együttes dobosa. A fotó 2009-ben készült

A felvételek a New York-i Record Plant stúdióban zajlottak, Ray Colcord és Jack Douglas producer közreműködésével. Douglas korábban olyan sztárokkal dolgozott együtt, mint Miles Davis, John Lennon, Alice Cooper, Lou Reed, a Mountain, vagy a The Who. A producerrel kiváló munkakapcsolatot alakítottak ki, és egy hosszú távú együttműködés vette kezdetét. Douglas szinte a zenekar hatodik tagjává vált.
A lemez felvételei 1973. december 17-étől 1974. január 14-éig tartottak. Az album Get Your Wings címmel jelent meg 1974. március 1-jén, és nemcsak az együttes, de a menedzsment számára is vízválasztónak bizonyult. Az anyagon már egy saját stílusú, blues és rock and roll alapokból építkező hard rock együttes volt hallható. A kritikák pozitívan írtak a lemezről, de a Columbia Records ezzel a lemezzel sem foglalkozott különösebben, így nem lett sikeres. Az album legismertebb dalai a Same Old Song and Dance és a The Yardbirds által is feldolgozott rock and roll klasszikus Train Kept A-Rollin'. Ezeket a dalokat a S.O.S. (Too Bad) című számmal egyetemben kislemezen is kiadták. Ezen kívül olyan közönségkedvenc darabok is hallhatók a lemezen, mint a Lord of the Thighs, vagy a Seasons of Wither. A dalokat nem játszották a rádiók, az album viszont a Billboard 200 listáján a 100. helyen nyitott, majd a 70. helyre tornázta fel magát, és a folyamatos turnézásnak köszönhetően majdnem egy évig fenn is maradt a listán. A Get Your Wings Tour elnevezésű 1974-es turnén olyan zenekarok előtt léphettek fel, mint a Deep Purple, a Black Sabbath, a Blue Öyster Cult, a Slade, a REO Speedwagon, a The Who, az Argent, a Guess Who, Carlos Santana és a pályája elején tartó Kiss.
Az energikus koncertek hatására a lemez a kiadása után egy évvel aranylemez lett. A koncertezést közép-nyugaton (East Lansing, Michigan, Fort Wayne, Indiana, Columbus, Ohio, Detroit) folytatták. Ahol a zenekar már ismertebb volt, ott a gázsijuk már meghaladta a 3500 dollárt is. Richmondban és Atlantában öt koncerten is a Hawkwind előtt léptek fel. 1974 tavaszán először adtak telt házas koncertet a bostoni Orpheumban, ahol az előzenekaruk a Blue Öyster Cult volt. Ezt Kaliforniában, Washingtonban és Missouriban követték további koncertek, ahol a REO Speedwagon és Suzi Quatro előtt léptek fel, majd április 2-án Bruce Springsteennel és a Fairport Conventionnel koncerteztek. Június végén Los Angelesben az NBC Midnight Special című műsorában léphettek fel, ahol a Train Kept a Rollint adták elő. 1974 július végén már a feloszlás szélén álló New York Dollsszal indultak turnéra. Augusztus 18-án addigi legnagyobb koncertjüket adták Boston közelében a „Westboro Speedway” pályán, ahol főzenekarként 35 000 néző előtt léptek fel, tízezer dolláros gázsiért, ahol a nyitózenekar a Duke and the Drivers volt. Ősszel a Lynyrd Skynyrddel és a Blue Öyster Culttal vágtak neki az országnak. A sikeres koncertek révén a sajtó is egyre jobban viszonyult a zenekarhoz. A Rolling Stone elismerő kritikát írt a Get Your Wingsről: „Ügyesen megtalálják az egyensúlyt a Yardbirds- és Who-stílusú rock, illetve a 70-es évekbeli heavy metal között. Az Aerosmith második lemezéből elfojtott düh árad”. Ezenkívül a többi rocklap is komolyabban kezdett foglalkozni velük. 1974 késő nyarán a Central Parkban főzenekarként léptek fel a „Schaefer” fesztiválon, ahol Rory Gallagher volt a másik fellépő. Ezen a koncerten a közönség ellenségesen viszonyult hozzájuk, egy feldobott üveg Joey Kramert találta el.

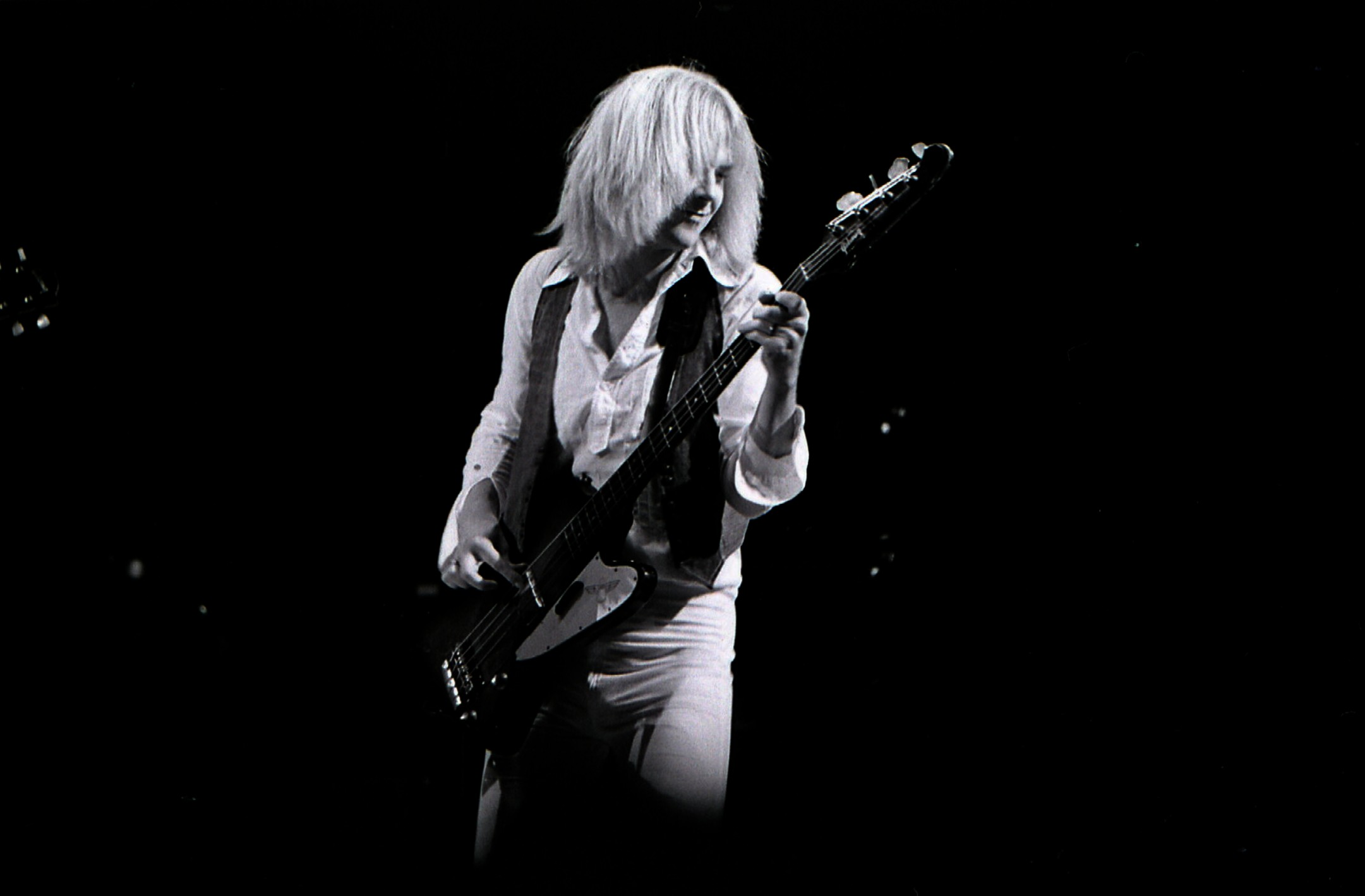
Tom Hamilton basszusgitáros 1975-ben

1975-ben Walter Yetnikoff lett a Columbia elnöke, akivel Leber és Krebs újratárgyalta az együttes szerződését. David Krebs ezúttal már komolyabban, napi szinten kezdett foglalkozni az együttessel. 1975 januárjában a New York-i Record Plant stúdióban elkezdődtek a harmadik album felvételei, ami áprilisban jelent meg Toys in the Attic címmel.
Az album a Billboard 200 listáján a 11. helyre került, és az év végére milliós példányszámban fogyott. A lemez kiváló kritikákban részesült, az Allmusic 5, míg a Rolling Stone 4 és fél csillagot adott rá az ötből. Kislemezként a You See Me Crying, a Walk This Way és a Sweet Emotion dalokat adták ki, melyek közül a Sweet Emotion bekerült a Top 40-be. Ezeken kívül a címadó Toys in the Attic és a Big Ten Inch Record (amely eredetileg Bull Moose Jackson dala) vált a koncertprogram részévé.
A lemez sikerének köszönhetően az első két album eladásai is megnövekedtek, míg a Toys in the Attic máig a legsikeresebb stúdióalbumuk, miután 9 millió példányban kelt el az USA-ban.
Ezt követően koncertezni kezdtek, Rod Stewart és a Faces előtt öt alkalommal is felléptek. Bostonban, Detroitban és a közép-nyugaton már főzenekarként játszottak, olyan előzenekarok közreműködésével, mint a Kansas, a Slade, a Mahogany Rush, Ted Nugent és a Blue Öyster Cult. A koncertek mindenhol zajos sikert arattak, a Hit Parader pedig így nyilatkozott a zenekarról: „Az Aerosmith 1975-ben ezrével állította maga mellé a heavy metal rajongókat, és ezzel egyértelműen a Led Zeppelin amerikai megfelelőjévé vált.” A Toys in the Attic Tour elnevezésű turné során több alkalommal is a ZZ Top, a Poco, a REO Speedwagon és Nils Lofgren nyitott a zenekarnak, míg a Boston Gardenben adott koncerteken a Foghat volt az előzenekar.

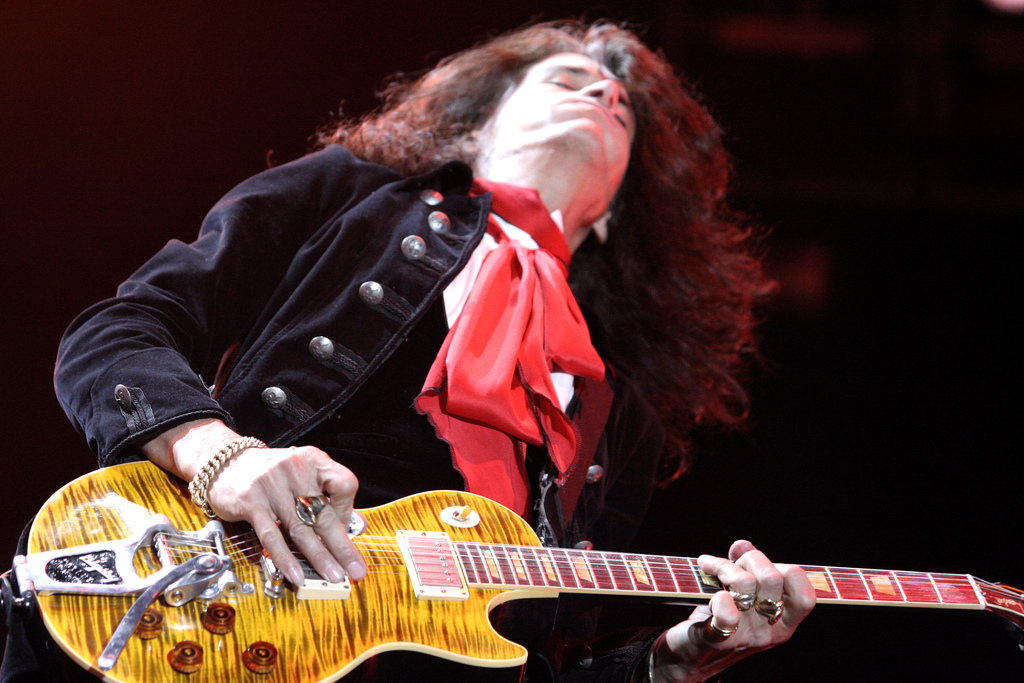
Joe Perry gitáros

### Rocks,Draw the Line, ésLive! Bootleg(1976–1978)
1976 elején a Columbia újra kiadta a Dream Ont, ami a 6. helyet szerezte meg a Billboard listáján.
1976 februárjában és márciusában a The Record Plant és a walthami (Massachusetts) Wherehouse stúdióban elkészítették negyedik lemezüket. A felvételekkel nem végeztek az előírt időre, ezért el kellett halasztaniuk egy tízhetes turnét. Az album végül Rocks címmel jelent meg, és a Billboard 200 listáján a 3. helyig jutott, és egy évig a listán is maradt. Az album kedvező kritikákat kapott, sokan a Toys in the Attickel egyetemben a legjobb lemezeik között tartják számon. Az Allmusic és a Blender öt, míg a Rolling Stone négy és fél pontot adott rá. Utóbbi magazin Minden idők 500 legjobb albumának listáján a 176. helyre került. Az anyagot hatalmas várakozás előzte meg, már az előrendelések alapján platinalemez minősítést szerzett. Az első kislemez a Last Child a Billboard Hot 100 listáján a 21. helyre került, melyet a Home Tonight (71. hely) és a Back in the Saddle (38. hely) megjelenése követett. A lemez sikere révén szupersztár státuszba került zenekar egy hosszas turnét bonyolított le (Rocks Tour), melynek révén a létező legnagyobb helyeken léptek fel. Az együttes fellépései a gigantizmus jegyében teltek, és az Egyesült Államok minden területén zajos sikert arattak. Az első főzenekarként adott stadionkoncertjükre 1976. június 12-én került sor a Michiganben lévő Pontiac Stadiumban, amelyre fél nap alatt elkelt 80 000 jegy. A turné során több alkalommal is Jeff Beck és a Montrose volt a nyitózenekar. A körút teljesen kimerítette a zenekart, és elhatározták, hogy ez lesz az utolsó nagy turnéjuk. A zenekar a turné során menetrend szerinti repülővel utazott, az év vége felé már saját géppel. A tagok hedonista életstílusa, az elzártság, a drogok használata egyre nagyobb méretet öltött, s ennek révén személyes kapcsolataik is kezdtek szétzilálódni. A turné ennek ellenére tovább folytatódott, a Kingdome-ban tartott koncertre másfél óra alatt elkelt több mint hatvanezer jegy, míg Seattle-ben 110 000 nézőt vonzottak.
A turné alatt Los Angelesben részt vettek a „Don Kirshner Rock Awards” díjkiosztóján, amelyet a tv is közvetített. Az Aerosmitht furcsamód a „legjobb új zenekar” kategóriában jelölték, a díjat azonban a Hall & Oates vitte el előlük.
Miközben a zenekar a hazájában sikert sikerre halmozott, Európában még alig ismerték őket. Első európai turnéjuk 1976. október 13-án kezdődött Liverpoolban, de a körút nem volt profin megszervezve, az együttes sajtója is különösen gyenge volt, így Európában továbbra sem lettek ismertek. Az európai kritikák nagyrészt negatívak voltak, Amerikában viszont egyre több pozitív írás jelent meg. A Melody Maker 1976 októberében így írt róluk:
„Az Aerosmith teljesítménye azért is figyelemre méltó, mert az amerikai zenekarok közül elsőként ők tudtak a nagy, világszinten is sikeres angol zenekarok nyomába lépni. A Led Zeppelin, a Yes, az Emerson, Lake & Palmer, illetve a Queen kitört az ismeretlenség homályából, tekintélyes hírnevet és vagyont szerezve magának. Csak idő kérdése volt, mikor fogja őket követni ezen az úton egy amerikai zenekar.”
Másfél évvel a Toys in the Attic megjelenése után, 1976 novemberében újra megjelent a Walk This Way kislemez, és a Billboard Hot 100 listáján a 10. helyig jutott. Az év utolsó koncertjeit már újra az Egyesült Államokban adták.
1977 februárjában egy Japán turnéra indultak, amelynek során hét telt házas koncertet adtak. Az előzenekar egy japán együttes, a Bow Wow volt. Mivel a zenekar itt is rendkívüli népszerűségnek örvendett, a fogadtatásuk sokban hasonlított a Beatle-mániához. Ezt követően Amerikában koncerteztek, majd a nyár során ismét ellátogattak Európába. Az ekkori koncertjeik nagy része már egy szétesőben lévő zenekart mutatott, ami a rendszeres drogfogyasztásnak volt betudható. Az együttes clevelandi stadionban adott fellépését a rádióadók az év legrosszabb koncertjének választották. A magazinok a feloszlásról cikkeztek, az Aerosmith Express Tour elnevezésű koncertsorozat iránt viszont továbbra is hatalmas volt az érdeklődés. A körút során felléptek a németországi Lorelei fesztiválon (ahol Tyler három szám után összeesett a színpadon), majd a readingi fesztiválon adtak koncertet. Az előadások nem arattak egyértelmű sikert, a kritikák is langyos fogadtatásban részesítették a koncerteket. A The Bedford Record így írt a readingi koncertről: „Az Aerosmith egy amerikai banda, amely csupa seggfejből áll, akik ráadásul sérelmeiket még további sértésekkel orvosolják. Az általuk játszott heavy metal moslék, egy autóbontó zaját idézi, és egyáltalán nem való egy 1977-es rockfesztiválra. Minden egyes rock- és bluesszámuk egyformán selejtes, Amerika nyugodtan megtarthatja őket magának”.

Az együttes a következő tíz évben nem lépett fel Európában. A turné végeztével a New York-i The Cenical stúdióban, majd német és angol stúdiókban befejezték a következő album felvételeit, amely 1977. december 1-jén jelent meg Draw the Line címmel. Az album sem a minőségét tekintve, sem kereskedelmi szempontból nem tudta megismételni a korábbi produktumokat. A kritikák – és maga a zenekar is – összecsapott albumként jellemezte, amelyről csak pár dal lett sláger. Ezek közé tartozott a kislemezen is megjelent Draw the Line és a Kings and Queens. Ezeken kívül még a Get It Up jelent meg kislemezen, de ez egyáltalán nem lett sikeres. Maga az album a Billboard listáján a 11. helyen nyitott és platinalemez lett, elődjei sikerét viszont már nem tudta megismételni. A lemez sikertelenségét nagyban befolyásolták a feloszlásról szóló hírek és a koncertezés hiánya. Az album rögzítésekor már mindannyian súlyos drogfüggők voltak, aminek hatására megszűnt a zenekari egység. A dalokat mindenki külön játszotta fel, Steven Tyler és Joe Perry pedig egyáltalán nem foglalkozott a lemezzel, így a többiek jobban kivehették a részüket a dalszerzésből. A mértéktelen kábítószer-használat nem csak a lemezen éreztette hatását, hanem az élő előadásokon is. Steven Tylert és Joe Perryt, hírhedt drogbotrányaik okán, toxikus ikrekként becézték.
„Úgy ittuk a legjobb borokat, mint a vizet. A kokaint antik ezüstkelyhekben tartottuk. Összetörtük az autóinkat, többször bevittek minket az őrszobára. A newtoni házamba testőrök költöztek, hogy éjjel-nappal szemmel tarthassanak. Ha hozzájutottam egy jó nagy adag ópiumhoz, nem hagytam el a szobámat addig, amíg a végére nem jutottam. Igazság szerint sokszor elég pocsékul játszottunk, de már le sem szartuk. Többé már nem zenészek voltunk, akik mellesleg drogokkal szórakoznak, hanem drogosok, akik mellesleg zenélnek. A turnékra direkt vittünk magunkkal láncfűrészt, hogy minél könnyebben darabokra szedhessük a szállodai szobákat. A tévékhez pedig extra hosszú zsinórt kértünk, hogy bekapcsolt állapotban tudjuk kihajigálni őket az erkélyen.” – Joe Perry
„Olyan kábulatban éltük át ezeket az éveket, hogy azóta sem tudjuk mi történt velünk pontosan.” – Steven Tyler
A Draw the Line turnéja közben felléptek a Cal Jam rendezvényen, amely az 1970-es évek végének legnagyobb fesztiválja volt. Az Aerosmith főzenekarként lépett fel 350 000 ember előtt, az előzenekarok pedig a Foreigner, Ted Nugent, a Van Halen, a Heart, Carlos Santana, David Mason, Bob Welch és a Mahogany Rush voltak.
A koncert után Henry Smith lett az együttes új turnémenedzsere. 1978. július 4-én a Texxas Jam '78 fesztiválon léptek fel főzenekarként, 150 000 ember előtt. A Milk Cow Blues előadásakor Ted Nugent is csatlakozott a zenekarhoz. A koncert felvétele Live Texxas Jam '78 címmel VHS-videókazettán jelent meg 1989-ben. A Texxas Jamen fellépett még a Van Halen, Walter Egan, Eddie Money, a Heart, a Journey, Ted Nugent és a Mahogany Rush. Ezt követően egy Chip Away the Stone című számot kiadtak kislemezen, amelyet az a Richard Supa írt, aki később az együttesben is megfordult. Supa régi jó barátja volt Tylernek, innen az ismeretség. Nem sokkal ezután a zenekar felkérést kapott, hogy szerepeljen a Beatlemania című filmben. A Bors Őrmester filmváltozatában az Aerosmith a „Future Villain” zenekart alakította, akik a „rosszfiúk” szerepében tetszelegtek, szemben a Bee Geesszel és Peter Framptonnal. Az Aerosmith szerepét eredetileg a Rolling Stonesnak ajánlották fel, de ők nem vállalták. A film azonban olyan igénytelen lett, hogy végül hatalmas bukás lett belőle. A film apropójából az Aerosmith kiadta kislemezen a Come Together című Beatles-feldolgozást. 1978 nyarán hat hetet töltöttek turnézással, az utolsó koncertet pedig Ted Nugenttel, a Journey-vel és a Mahogany Rushsal adták Jersey Meadowlandsben, a Giant stadionban. 1978 októberében megjelent az első koncertlemezük Live! Bootleg címmel. Az album 1977–78-as koncertfelvételei mellett egy 1973-as rádióközvetítést tartalmaz. A kiadvány a Billboard listáján a 13. helyig jutott, és már a hivatalos megjelenésekor aranylemez lett. A koncertlemez és a Come Together kislemez turnéja (Live! Bootleg Tour) 1978. szeptember 28-án vette kezdetét, és decemberben ért véget. A legtöbb koncerten a Leber-Krebs Inc. által menedzselt AC/DC volt az előzenekar, a turné vége felé pedig párszor az Exile és a Golden Earring nyitott.

### Joe Perry és Brad Whitford távozásai,Night in the RutsésRock in a Hard Place(1979–1984)
Hatodik albumukon 1979 tavaszán kezdtek el dolgozni. Az együttes tervei között szerepelt egy fellépés a Knebworth fesztiválon, ez azonban meghiúsult a lemezkészítés elhúzódása miatt. A lemez készítése közben felléptek a California World Music Fesztiválon, melyet a Florida World Music Fesztiválon való szereplés követett a sorban. 1979. július 28-án felléptek a World Series of Rock fesztiválon, ahol Ted Nugent és a Thin Lizzy volt az előzenekar. Az együttesen belüli feszültségek már lehetetlenné tették a további együttműködést, így a koncert után Joe Perry bejelentette távozását. A gitáros ezt követően megalapította The Joe Perry Project nevű saját együttesét, amellyel 1984-ig három mérsékelten sikeres lemezt jelentetett meg. Az Aerosmith ezután tovább dolgozott a készülő albumon, majd meghallgatásokat tartottak. Felmerült a német Michael Schenker (ex-Scorpions) és Rick Derringer (Danny Johnson) neve is. Az együttes választása végül Jimmy Crespóra esett, akit a zenekar producere, Jack Douglas ajánlott. Crespón kívül még Richie Supa gitározott a lemezen, de öt dalban még Joe Perry is közreműködött. Az album Night in the Ruts címmel 1979. november 1-jén jelent meg, és az év végére bejutott a Top 20-ba. Az album a korábbi lemezekhez képest kevésbé lett sikeres, és csak aranylemez minősítést szerzett (1994-ben lett platina). A Night in the Ruts nagyrészt negatív kritikákban részesült, és a kislemezen kiadott No Surprize sem lett sikeres. Ezenkívül még a Remember (Walking in the Sand) dalt adták ki, amely eredetileg a The Shangri-Las dala volt. Ez a feldolgozás már sikeresebbnek bizonyult, mivel 67. helyezett lett.
1979 végén és 1980 elején a Night in the Ruts Tour keretében adtak koncerteket. A zenekar továbbra is ingadozó koncertteljesítményt nyújtott, Tyler pedig több alkalommal is (például a maine-i Portlandban) összeesett a színpadon. 1980 októberében a Columbia egy Greatest Hits albumot dobott a piacra, amely 53. helyezett lett a Billboard 200 listáján. A válogatásalbum az együttes legkelendőbb kiadványa lett, mára csak az Egyesült Államokban 11 millió példányban kelt el.
1980 őszén Steven Tyler egy motorbaleset következtében két hónapra kórházba kényszerült, majd további felépülése is hónapokat vett igénybe. Ennek következtében az együttes pályája megakadt. A zenekaron belüli rossz hangulat és a tétlenség következményeképpen Brad Whitford kilépett az együttesből. A gitáros Ted Nugent korábbi énekesével, Derek St. Holmesszal fogott össze, és elkészítette a Whitford/St. Holmes albumot. Az 1981-ben megjelent anyag nem lett sikeres, így a közös produkció egy rövid turné után véget ért. Az Aerosmith időközben elkezdett dolgozni következő albumán New Yorkban és a Miamiban lévő Criteria stúdióban. Az együttes turnét is tervezett, így Jimmy Crespo mellé kellett találniuk még egy gitárost. Jack Douglas producer javaslatára Rick Dufay lett a másodgitáros, aki a készülő lemez Lightning Strikes című dalában is szerepelt. Dufay agresszív természete miatt állandóan összetűzött a többiekkel. Tyler szerint „egy vérbeli idióta volt, akinek esetében újra kellett értelmezni az extremitás fogalmát”. Az együttes kedvelte Dufayt, ennek ellenére állandóan összeverekedett Tylerrel, de a többieket is gátlástalanul támadta.
Az együttes következő albuma 1982. augusztus 1-jén jelent meg Rock in a Hard Place címmel, és csak rövid ideig maradt a listákon, a 32. helyig kúszott fel. Az album negatív kritikákban részesült, kereskedelmileg pedig az addigi leggyengébb eladásokat produkálta. A kislemezen kiadott dalok, a Lightning Strikes és a Bitch's Brew, nem kerültek fel a listákra, és csak mérsékelt sikert arattak. Majdnem kétéves kihagyás után turnéra indultak (Rock in a Hard Place Tour), melynek során már csak kisebb arénákban, klubokban léptek fel. 1983 folyamán csak néhány koncertet adtak, többek között az USA keleti partján, majd Kaliforniában. Tyler több előadáson is összeesett a színpadon, így a koncertek félbeszakadtak, emiatt kedvezőtlen kritikák és a feloszlásról szóló hírek jelentek meg a zenekarról. Az énekes közben rendszeresen járt elvonókúrákra, ezek közül azonban egyik sem hozott megoldást a számára.
1983 végén Joe Perry a menedzsere, Tim Collins hatására elhatározta, hogy visszatér az Aerosmithbe. 1984. február 14-én a bostoni Orpheum Theaterben adott Aerosmith-koncerten Joe Perry és Brad Whitford is jelen volt, majd két hónap múlva csatlakoztak az együtteshez. Az újraegyesülést követően némi nézeteltérés akadt a jövőbeli menedzser személyét illetően. Perry Tim Collinsszal képzelte el a zenekar jövőjét, míg a többiek ragaszkodtak a Leber–Krebs-pároshoz. Collins eleinte csak a turnémenedzser szerepét töltötte be, majd végül Perrynek és Collinsnak a Leber-Krebs Inc.-nél egy előnyösebb szerződés ajánlatával sikerült megnyernie a zenekart, így Tim Collins lett az Aerosmith új menedzsere. Jogilag azonban még Steve Leber és David Krebs voltak az együttes menedzserei, mivel szerződéses jogaik még érvényben voltak Tylerrel, Hamiltonnal és Kramerrel. Hosszas pereskedés után sikerült függetleníteni magukat a Leber-Krebstől (és így a Columbia kiadótól), és a Geffen Records kiadóval kötöttek hosszú távú megállapodást. A Leber–Krebs-páros a későbbiekben járulékos jutalékot kapott a korábbi lemezek kiadási bevételeiből, míg Tim Collins (és a zenekar) megkapta a menedzsmentjogokat és a jövőbeli albumok kiadási jogát.

### Back in the Saddle turné,Done with Mirrors, és drog-rehab (1984–1986)
1984-ben kezdetét vette a Back in the Saddle turné (Vissza a nyeregbe), amelynek első állomása a New Hampshire-ben lévő Concordban volt. Az együttes tagjai még mindig kábítószerfüggők voltak, így sok koncerten az elvárhatónál alacsonyabb színvonalon teljesítettek. A turné springfieldi koncertjét Tyler állapota miatt félbe kellett szakítani. Utána a nézőknek kárpótlásként egy ingyenes Greatest Hits lemezt küldtek. Másnap a zenei trendet uraló MTV beszámolt a „csúfos bukásról”; a nyár folyamán ez volt az egyetlen alkalom, hogy megemlítették a zenekar nevét a csatornán. Új album és a médiatámogatás hiányának ellenére a Back in the Saddle turné nyereséges lett, bruttó ötmillió dolláros bevételével.
Az együttes „visszatérő” albuma 1985 novemberében jelent meg Done with Mirrors címmel, a Geffen gondozásában. Az 1974-es Get Your Wings óta ez volt az első olyan albumuk, melyen nem Jack Douglas producerrel dolgoztak, hanem Ted Templemannel. A Done with Mirrors a Billboard 200 listáján a 36. helyre került, és csak évekkel később lett aranylemez. Az albumról kiadott kislemezeket (Let the Music Do the Talking, My Fist Your Face, Shela, Darkness) nem játszották a rádiók, a Let the Music Do the Talkingra készült videóklipet pedig nem adta le az MTV. Az album többnyire negatív kritikákban részesült, melyről sokan a Let the Music Do the Talkingot tartják a legerősebb szerzeménynek. Ezt a dalt eredetileg még a Joe Perry Projekt írta meg, amely az 1980-ban megjelent azonos című albumon volt hallható.
A lemezkiadást követően, 1985 augusztusában, kezdetét vette a Done with Mirrors turné, amelynek legtöbb állomásán Ted Nugent lépett fel a zenekar előtt. Ugyan a Done with Mirrors album sikertelen maradt, a turné az év legsikeresebbje lett az Egyesült Államokban. A siker hatására a Columbia piacra dobott egy Classics Live I című koncertfelvételt.

Ezt követően Joe Perry és Steven Tyler felkérést kapott a Run–D.M.C. rapformációtól, hogy szerepeljenek a Walk this Way feldolgozásában. A közös munka eredményeként a dalból egy rap-rock változatot kreáltak, ami sikeresen döntötte le a műfajok közötti korlátokat. A dal óriási sikert aratott, amelynek videoklipjét az MTV óránként kétszer is leadta. A kislemez a Billboard Hot 100 listáján a 4. helyre került, és a közízlést meghatározó rádióadók is folyamatosan játszották. A dal a Run–D.M.C. Raising Hell című albumára került fel, amely milliós példányszámban fogyott, és a rap mainstreambe kerülését is elősegítette. A videoklip hatására egy teljesen új generáció ismerkedett meg az Aerosmithszel, főleg Európában, ahol korábban csak elvétve adtak koncerteket. A fellépések alkalmával viszont továbbra is ingadozó teljesítményt nyújtottak, ezért Tim Collins és a kiadó közbenjárásával kezeltették a zenekar drog- és alkoholfüggőségét.
„Abbahagytuk az ivást és leszoktunk a drogokról. Helyette edzeni és gyúrni kezdtünk, hogy formába hozzuk magunkat. Mindezt annyira komolyan vettük, hogy lassan úgy éreztük magunkat, mintha valami versenyre vagy háborúra készülnénk” – Joe Perry
„Miután leszoktam, hirtelen megvakított a világ fényessége. Úgy pislogtam, mint egy vak, aki hirtelen visszanyeri a szeme világát. Közben pedig azt járt a fejemben, hogy vajon tudok-e józanul, drogok nélkül számokat írni?” – Steven Tyler

### Permanent VacationésPump(1987–1991)
A sikeres elvonókúra után, pályafutásuk alkalmával először, teljesen józanul nekiláttak dolgozni a következő albumon.
1987 júniusában a Columbia újabb koncertanyagot adott ki Classics Live II címmel.
A készülő album felvételeire az 1987-es év márciusa és májusa között került sor a Vancouverben lévő Little Mountain Sound Stúdióban, Bruce Fairbairn producer közreműködésével. A siker érdekében a Geffen Desmond Childot is bevonta a dalszerzésbe, aki korábban Bon Jovi számára is írt sikerdalokat. Az együttes ellenezte az ötletet, de végül kénytelenek voltak engedni a kiadó nyomásának. Az album Permanent Vacation címmel jelent meg 1987 augusztusában, és a Billboard lista 11. helyére került. A Desmond Child által írt Angel, a Rag Doll és a Dude (Looks Like a Lady) kislemezek egyaránt bekerültek a Top 20-ba, a dalokra készült videoklipek pedig az MTV műsorán is rendszeresen láthatóak voltak. A Permanent Vacation albumot jól fogadta a szakma, a kritikák általában azt hangsúlyozták, hogy sikerült olyan zenével előállniuk, amely egyformán tetszik a régi rajongóknak és a fiatalabb, popzenében tájékozottabb közönségnek is. Az album egy évvel a kiadása után már a legsikeresebb Aerosmith-albumnak számított, a zenekar pedig újra a legnagyobb sztárok közé emelkedett, ezúttal már Európában is. 1987-ben megjelent egy Aerosmith Video Scrapbook című videókazetta, amelyre 1970-es évekbeli koncertfelvételek és videoklipek kerültek fel.
Az 1988-as év nagy része a Permanent Vacation turné jegyében telt, amely már 1987 októberében elkezdődött. Ekkor a Dokken volt a nyitózenekar, majd 1988 első felében a White Lion melegítette be a színpadokat. 1988 tavaszára az Angel a 3. helyre került a Billboard listáján, majd kezdetét vette a turné harmadik szakasza, melyen több alkalommal is a Guns N’ Roses lépett fel előttük. Tim Collins menedzser nem tartotta szerencsés párosításnak a turnét, mivel a Guns N’ Roses tagjait a régi Aerosmitht idézően súlyos heroinfüggők alkották. Végül az a kompromisszumos megoldás született, hogy a Guns N’ Roses csak a saját öltözőjében „garázdálkodhatott”. Ennek hatására a sajtóban olyan hírek jelentek meg, hogy az Aerosmith megtiltotta nekik a bulizást és a drogozást. A turné óriási sikerrel ért véget, immáron Európában is több tízezer férőhelyes stadionokban léptek fel. A körút végére a Permanent Vacation négyszeres platinalemez lett az USA-ban, de Japánban és Európában is hasonló sikereket ért el. 1988 novemberében a Columbia Records egy Gems című válogatásalbumot adott ki. Még 1988-ban napvilágot látott egy Permanent Vacation 3x5 című videókazetta, melyet a Geffen adott ki, és a Rag Doll, az Angel és a Dude (Looks Like a Lady) klipjeit tartalmazta.
Kisebb szünet után, 1989 februárjában kezdtek el dolgozni a következő lemezen, Bruce Fairbairn producerrel. A felvételek júniusban fejeződtek be a kanadai Little Mountain Sound stúdióban, az album pedig Pump címmel jelent meg 1989. szeptember 12-én. A lemez kiváló kritikákban részesült, és már a megjelenésekor platinalemez lett. Az album kiadását a Love in an Elevator kislemez előzte meg, amely az 5. helyre került a Billboard Hot 100 listáján. Ezenkívül a What it Takes és a Janie's Got a Gun is bejutott a Top 10-be, míg a The Other Side a Top 30-ba. Az albumról még a F.I.N.E.* és a Monkey on My Back dalok jelentek meg kislemezen. A Pump album a Billboard 200 listáján az 5. helyre került, 110 hétig maradt fenn a nagylemezek listáján, és végül hétszeres platinalemez lett. A dalokhoz készült videoklipek szintén sikeresek lettek, a Janie's Got a Gun pedig nemcsak minden idők egyik légnépszerűbb videójává vált, hanem a klipes minidráma műfaját is megteremtette. Ezt követően a „Saturday Night Live” műsorban is szerepeltek, ahol a Wayne Világa sorozat mellékszereplőiként bukkantak fel. 1990-ben megkapták első Grammy-díjukat a Janie's Got a Gunért, a Best Rock Performance by a Duo or Group with Vocal kategóriában. Ezt követően egy újabb videókazetta jelent meg Things That Go Pump in the Night címmel, amelyre a Pump albumhoz készült videóklipek és interjúk kerültek fel.

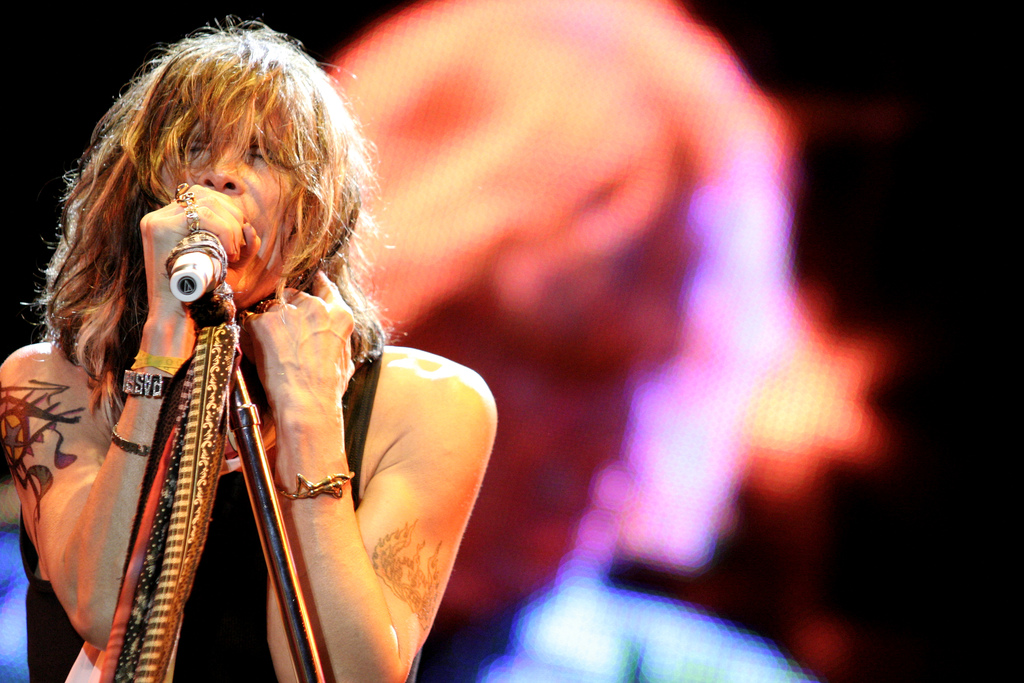
Steven Tyler, az együttes énekese

Az együttes ezt követően szerepelt a Wayne világa 2. című filmben, majd nagyszabású turnéra indultak (Pump Tour). 1989 októberében és novemberében Európában koncerteztek, majd decembertől Amerikában, ahol a Skid Row volt az előzenekar. A turné második része a floridai Tampában indult, majd Európában folytatódott. 1990. augusztus 18-án felléptek a Doningtonban megrendezett Monsters of Rock fesztiválon, ahol még a Thunder, a Quireboys, a Poison és a Whitesnake lépett fel. Két nappal később a londoni Marquue klubban léptek fel, ahol Jimmy Page (ex-Led Zeppelin) társaságában – a saját szerzemények mellett – Yardbirds-, Led Zeppelin- és Jimi Hendrix-dalokat is előadtak. A turné Japánban és (pályafutásuk során először) Ausztráliában ért véget, 1990 októberében. Még augusztusban felléptek az MTV „Unplugged” sorozatában, melyet októberben közvetített a zenecsatorna. Ugyanebben az évben a zenekart beiktatták a hollywoodi Rock Walkba. 1991 novemberében a zenekar szerepelt A Simpson család Flaming Moe's epizódjában, majd egy Pandora's Box című kiadványuk jelent meg a Columbia kiadásában. A box szett összesen három CD-t és 53 dalt foglal magába, és egyaránt tartalmaz koncertfelvételeket, próbatermi jammeléseket és addig kiadatlan anyagokat.
1991-ben a Rolling Stone magazin a világ legjobb hard rock együttesének járó díjjal tüntette ki a zenekart. 1991 októberében több lemezre szóló szerződést írtak alá a Sony Music-kal, amely a kivételesen magas 25 százalékos jogdíjrészesedés mellett legalább 30 millió dolláros bevételt garantált az együttes számára. Ezzel az együttes az olyan kiváltságosok szűk körébe került, mint a Rolling Stones, vagy Michael Jackson.
1992-ben a Guns N’ Roses Párizsban adott koncertjén Tyler és Perry is felbukkant, hogy közösen adják elő a Mama Kint és a Train Kept a Rollint.

### Get a GripésBig Ones(1992–1995)
1992. október elején felléptek az MTV tizedik születésnapját ünneplő gálaműsoron, ahol egy 57 tagú szimfonikus zenekar kíséretében játszottak.
Hosszabb szünetet követően, 1993 tavaszára, Bruce Fairbairn producerrel befejezték a következő album munkálatait. A felvételek a Los Angeles-i A&M Records és a Vancouverben található Little Mountain Sound stúdiójában zajlottak, az album pedig Get a Grip címmel jelent meg 1993 áprilisában. A zenei trendet ekkor már a grunge- és az alternatívrock-zenekarok uralták, az Aerosmith népszerűsége viszont töretlen maradt. A Get a Grip az első helyre került a Billboard 200 listáján, és egy év alatt 12 millió példányban kelt el világszerte. A Get a Grip album ugyan megosztotta a kritikusokat, a rajongók nagy része viszont az egyik legerősebb Aerosmith-albumnak tekinti. Elsőként a Livin' on the Edge-et adták ki kislemezen, melyet a sikertelen Eat the Rich követett. A Cryin, a Crazy és az Amazing dalok viszont hatalmas sikereket arattak, nagymértékben köszönhetően a hozzájuk készült videóklipeknek, melyekben szerepelt Alicia Silverstone és Steven Tyler lánya, Liv Tyler is. Ezeken kívül még a Shut Up and Dance és a Fever dalok jelentek meg kislemezen. Később a Livin' on the Edge és a Crazy dalokért Grammy-díjat nyertek a Best Rock Performance by a Duo or Group with Vocal kategóriában.
1993 júniusában kezdetét vette a 225 állomásból álló Get a Grip turné. Az első koncerteken a Megadeth volt az előzenekar, de miután Dave Mustaine sértő megjegyzéseket tett az Aerosmithre, elbocsátották zenekarát a turnéról. A továbbiakban a Jackyl, a 4 Non Blondes, a Soul Asylum, a Therapy?, a Collective Soul, az Extreme, a Brother Cane és a Mr. Big lépett fel előttük. 1993 szeptemberében felléptek az MTV akusztikus műsorában, az MTV Unpluggedban, ahol egyórás műsort adtak elő.
A nyár folyamán hetven koncertet adtak Amerikában, majd októberben Európában léptek fel, köztük olyan országokban is (Finnország, Magyarország, Spanyolország, Ausztria), ahol korábban még sosem koncerteztek. A Halloweenkor adott brüsszeli koncertjüket mintegy 150 millió rádióhallgató követte figyelemmel, majd 1994 januárjában – karrierjük során először – Dél-Amerikában adtak koncerteket. Az itteni körút a São Paulóban lévő Morumbi stadionban vette kezdetét 70 000 ember előtt. A dél-amerikai koncertek némelyikén Robert Plant zenekara is fellépett az Aerosmith mellett. A Get a Grip Tour keretében hétszer léptek fel Japánban, a Nippon Budokan Hallban, telt ház előtt. Egyes koncerteken a Neighborhoods ritmusgitárosa, David Minehan helyettesítette Brad Whitfordot, akinek az apja állapota miatt haza kellett repülnie.
1994-ben felbukkantak David Letterman show-műsorában, ezenkívül a Revolution X és a Quest for Fame videójátékokban is szerepelt az együttes. Ezt követően kiadtak egy Deuces Are Wild című dalt kislemezen, amely szerepelt a The Beavis and Butt-head Experience című, a Geffen Records által megjelentetett válogatásalbumon is.
1994-ben saját klubot nyitottak Mama Kin Music Hall néven Bostonban, majd megjelent egy Big Ones című válogatáslemez, amelyre a Geffen-korszakbeli legnagyobb slágereik mellett három új szám is felkerült (Blind Man, Walk on the Water, Deuces Are Wild). Az új dalok kislemezen is megjelentek, melyek sikerrel szerepeltek a slágerlistákon. 1994. augusztus 13-án a Woodstock '94 fesztivál utolsó fellépőjeként adtak koncertet 350 000 ember előtt. A rendezvényen még a Metallica, Joe Cocker, a Nine Inch Nails és Crosby, Stills, Nash is fellépett, többek között. 1994 szeptemberében az MTV díjkiosztóján a Cryin nyert a legjobb videó kategóriában (a díjat Madonna adta át a zenekarnak).
A Get a Grip turné utolsó szakasza előtt a zenekar egy olyan koncertet adott Brad Whitford kertjében, amellyel Ted Kennedy szenátor újraválasztását kívánták támogatni. Az Aerosmith történetében ez tekinthető az egyetlen esetnek, hogy a zenekar nyílt politikai gesztust tett. 1994 novemberében még egy kisebb körút erejéig újra Latin-Amerikában turnéztak. A Costa Rica-i San Joséban egy trópusi felhőszakadás pánikot váltott ki a tömegben, aminek következményeként 25-en megsebesültek és egy embert halálra tapostak. A tragédia árnyékot vetett az egész turnéra, amely decemberben ért véget közép-nyugati és északkeleti (USA) fellépésekkel.
Az év novemberében a Columbia egy Box of Fire című anyagot jelentetett meg, amelyre az addig náluk megjelent lemezek kerültek fel. A 13 CD-s kiadvány utolsó korongja egy bónuszlemez, amire egy remix és egyes dalok instrumentális változata került fel. A boxszett kiadását, szintén novemberben, két videókazetta megjelenése követte. A The Making of Pump a Pump album elkészítését dokumentálja, míg a Big Ones You Can Look At kiadványra videóklipek kerültek fel. Később mindkét VHS megjelent DVD-n is.
1995-ben Jimmy Page arra kérte Joe Perryt, hogy ő legyen az a fővendég, aki beiktatja a Led Zeppelint a Rock and Roll Hírességek Csarnokába. A rendezvényen Steven Tyler is részt vett, aki Perryvel és a Led Zeppelin tagjaival (Jason Bonhammel a dobok mögött) együtt előadta a Bring it on Home-ot. 1995 nyarán az együttes menedzsere, Tim Collins depressziós lett, és folyton azt hangoztatta, hogy az Aerosmith a feloszlás szélén áll, a tagok pedig vissza fognak esni korábbi drogfüggőségükbe. Collins szeretett mindenről tudni és mindent kézben tartani, így amikor a zenekar több dologban is ellenkezett, nézeteltérések alakultak ki a két fél között. A menedzser ezenkívül a zenészek magánéletébe is beleavatkozott, valamint rákényszerítette az együttes hangszereseit, hogy írjanak egy Tyler ellen irányuló levelet. A zenekar tagjai végül nem kívántak többet együtt dolgozni a megváltozott menedzserrel, így 1996 nyarán, több mint tízéves együttműködés után kirúgták Tim Collinst. A menedzser, kirúgatása után pár órával azt hazudta a sajtónak, hogy az együttes tagjai ismét visszaestek és drogoznak. A hír megjelent a Newsweekben és a Rolling Stone-ban is, s emiatt botrányok övezték az együttes mindennapjait. Az együttes új menedzsere Wendy Laister lett. A menedzsment körüli problémák a stúdiómunkálatokat és a koncertezést egyaránt akadályozták, így 1995 és 1996 folyamán mindössze két koncertet adtak. A két „titkos” fellépést a cambridge-i Middle Eastben és saját klubjukban, a bostoni Mama Kin Music Hallban adták, G-Spots álnéven.

### Nine LivesésI Don't Want to Miss a Thing(1996–2000)
1996 szeptemberében dolgozni kezdtek következő lemezükön Kevin Shirley producerrel, a New York-i Avatar stúdióban. A felvételek novemberig tartottak, a lemez pedig 1997. március 18-án jelent meg Nine Lives címmel. Az album első lett a Billboard 200 listáján, és a kritikusokkal ellentétben elnyerte a rajongótábor nagy részének a tetszését. Az album borítója A.C. Bhaktivedanta Swami Prabhupada című könyvének egyik képén alapult, és azonnal a kaliforniai Hare Krisna-hívők támadásainak célpontjává vált. A Sony vezetői interneten keresztül halálos fenyegetéseket is kaptak, mert a támadók szerint az album borítója meggyalázta a hindu istenséget, mivel macskafejjel és női felsőtesttel ábrázolja Krisnát. Így a zenekar hiába vásárolta meg a kép felhasználási jogát, kénytelenek voltak más borítóval megjelentetni a lemezt (az első 4 millió legyártott CD-n még az eredeti borító volt látható). A Nine Lives album sikerét nagymértékben segítették a kislemezen is megjelent Falling in Love (Is Hard on the Knees), a Hole in My Soul, a Pink (amiért megkapták negyedik Grammy-díjukat a Grammy Award for Best Rock Performance by a Duo or Group with Vocal kategóriában) és a Full Circle című dalok. 1997 májusában vette kezdetét az albumot népszerűsítő Nine Lives turné, amelyre gyorsabb tempóban fogytak a jegyek, mint a Get a Grip turnéjára. A körút során az amerikai és európai koncertek mellett olyan németországi fesztiválokon is felléptek, mint a Rock am Ring és a Rock im Park. Az 1998. április 29-én adott alaszkai koncerten Tyler egy szerencsétlen mozdulatát követően, mikrofonállványa beleállt a térdébe, ezért a fellépés a turnészakasz végét is jelentette egyben. 1998 augusztusában megjelentettek egy I Don’t Want to Miss a Thing című dalt, amit Diane Warren szerzett az együttes számára, és az Armageddon című film betétdalaként is felcsendült (a filmben Liv Tyler volt az egyik főszereplő). A lírai hangvételű dal óriási sikert aratott, és a zenekar pályafutásában első és egyetlen alkalomként vezette a Billboard Hot 100 listáját. Az I Don't Want to Miss a Thing négy héten át volt listavezető, a hozzá készült videoklip pedig elnyerte a legjobb filmzenevideó díjat az MTV 1998-as díjkiosztóján.
A dalt Oscar-díjra is jelölték a legjobb betétdal kategóriában. 1998 nyarától tovább folytatódott a Nine Lives turnéja, majd októberben egy A Little South of Sanity című koncertlemez jelent meg a Get a Grip és a Nine Lives turnék hanganyagából. Az album nem sokkal a megjelenése után platinalemez lett.

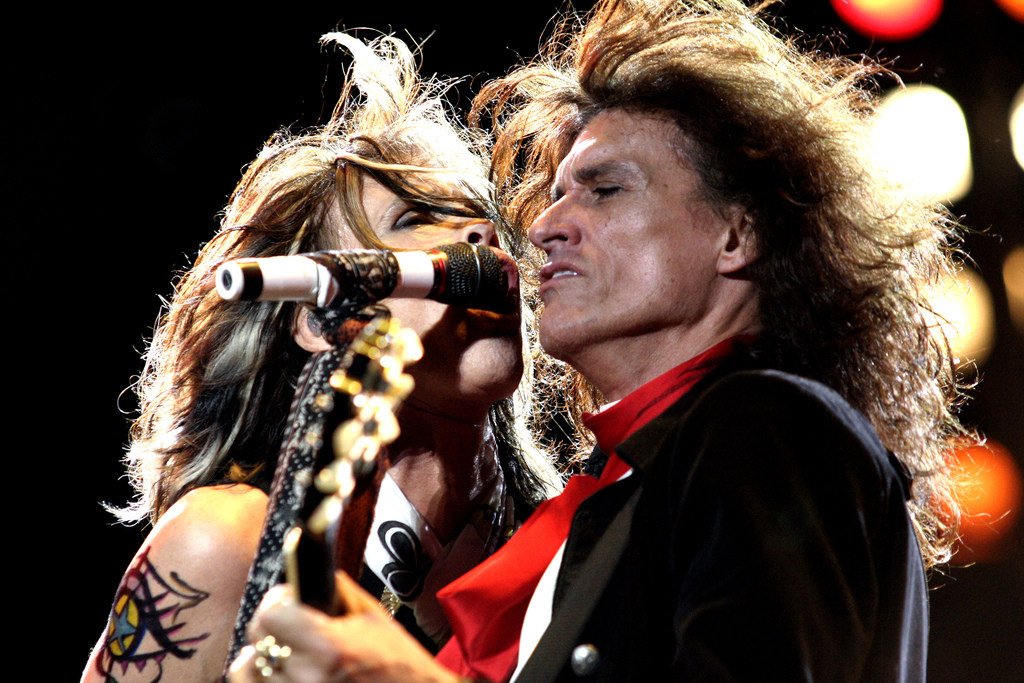
Steven Tyler és Joe Perry (2007)

1999 júliusában, Floridában a Disney’s Hollywood Studios megépítette a Fender Stratocaster gitár alakját ábrázoló Rock 'n' Roller Coaster Starring Aerosmith hullámvasutat (majd 2001-ben a francia Disneyland Paris-ban is készült ilyen). 1999. szeptember 19-én Tyler és Perry a Run–D.M.C. és Kid Rock társaságában előadta a Walk This Wayt az MTV Video Music Awards gáláján. Az együttes Japánban ünnepelte az új évezredet, ahol december 29-én és 31-én is felléptek (Oszakában), majd január elején további négy koncertet adtak. A Japán mini turné a Roar of the Dragon Tour nevet viselte. 2000 elején kiadták az Angel's Eye című számot, amely a Charlie Angyalai című film betétdala lett.
2000 őszén elkezdtek dolgozni a következő lemezen, amelynek felvezetéseként decemberben megjelent kislemezen a Jaded című szám. A dal a 47. helyen startolt a Billboard Hot 100 listáján, majd később bejutott a Top 10-be.

### Just Push Play,O, Yeah!és Rocksimus Maximus (2001–2003)
2001 januárjában az együttes fellépett az amerikai fociliga, az NFL döntőjében. Az I Don't Want to Miss a Thing és a Jaded előadása után a Walk This Wayt adták elő Mary J. Blige, Britney Spears, az ’N Sync és Nelly társaságában.
Ezt követően 2001. március 9-én jelent meg a Just Push Play című albumuk, amelynek Mark Hudson és Marti Frederiksen voltak a producerei. A Billboard lista 2. helyén startoló album modern hangvétele megosztotta a kritikusokat és a rajongókat egyaránt. Az albumról négy kislemezt jelentettek meg, a Jaded, a Fly Away from Here, a Sunshine és a címadó Just Push Play című számokkal. Utóbbi dal esetében a menedzsment megállapodott a Dodge-dzsal, hogy felhasználhatják az egyik reklámjukban.
2001 március végén, többek között Steely Dan, Solomon Burke, Michael Jackson és a Queen társaságában az Aerosmitht beiktatták a Rock and Roll Hírességek Csarnokába (a beszédet Kid Rock mondta). 2001 júniusában kezdetét vette a Just Push Play turné, amely 2002 februárjában ért véget Japánban. A turné során (még 2001-ben) felléptek a United We Stand: What More Can I Give jótékonysági rendezvényen, melynek bevételei a 2001. szeptember 11-ei terrortámadás áldozatainak és családtagjaiknak megsegítésére szolgáltak. A fellépés után még aznap este Indianapolisban is adtak egy koncertet. 2001 novemberében egy Young Lust: The Aerosmith Anthology című kétlemezes válogatás került a boltok polcaira.
2002 elején, a Just Push Play turné vége felé szerepeltek a VH1 zenecsatorna Behind the Music sorozatában, ahol nemcsak a zenekar történetéről esett szó, hanem az akkori tevékenységeikről illetve a turnéról is. Az Aerosmith azon kevés előadok egyike volt, akik két órát meghaladó műsoridőt kaptak. Májusban a Theme from Spider-Man című számmal részt vettek a hasonló című film (Pókember) produkciójában. A Theme from Spider-Man a film betétdalaként szerepelt. A 2002. június 27-én Oszakában adott koncerten a B'z japán rockegyüttessel adták elő a Walk This Wayt. 2002 júliusában a pályafutásukat átívelő, duplalemezes válogatás jelent meg O, Yeah! Ultimate Aerosmith Hits címmel. A kiadvány dupla platinalemez lett, és egy új számot is tartalmazott: a Girls of Summert. A dalhoz videóklipet is forgattak, és kislemezen is megjelent. 2002 augusztusától az év végéig a Run–D.M.C. és a Kid Rock előzenekarokkal újabb turnéra indultak, amely a Girls of Summer Tour nevet kapta. 2002-ben az Aerosmith kapta meg az MTV Icon díjat. A verseny során többek között olyan művészek adták elő dalaikat, mint a Train (Dream On), a Papa Roach (Sweet Emotion), Shakira (Dude (Looks Like a Lady)), Kid Rock (Mama Kin, Last Child), vagy Pink (Janie’s Got a Gun). Ezenkívül olyan meglepetésvendégek is felbukkantak, mint Janet Jackson, a Limp Bizkit énekese, Fred Durst, Alicia Silverstone, a Metallica és Mila Kunis.

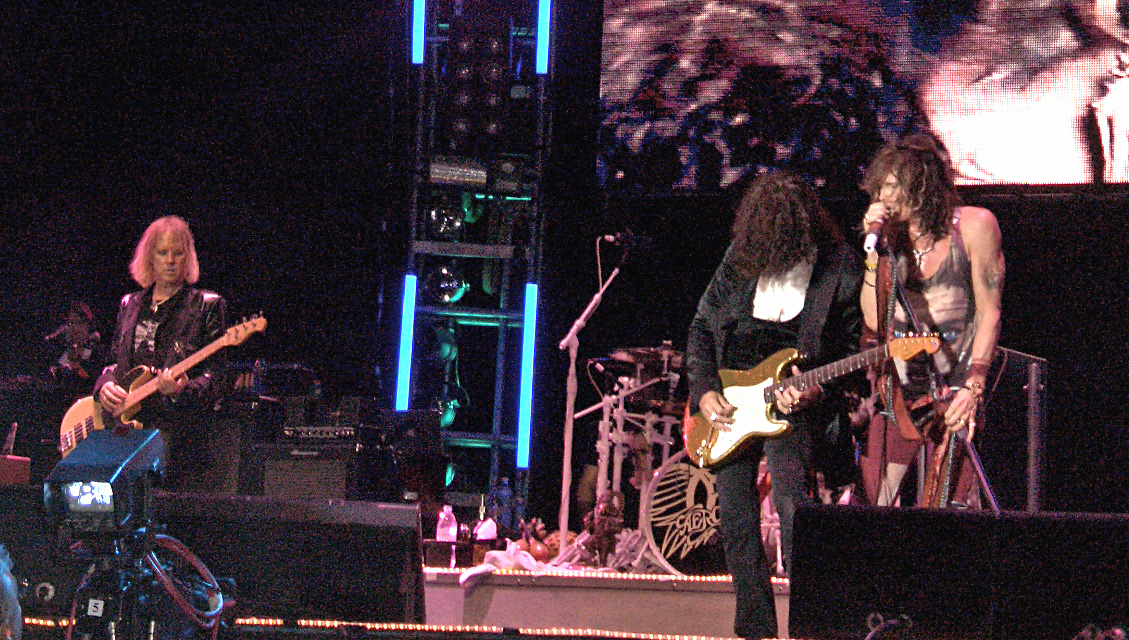
Az Aerosmith koncertje 2007. április 15-én Buenos Airesben. A zenekar a Quilmes Rock fesztivál keretében lépett fel

2003 februárjában amerikai és Japán turnéra indultak a Kiss társaságában. A Rocksimus Maximus Tour elnevezésű koncertsorozat az év végéig eltartott. A turné a 63 millió dolláros bevételével az év hetedik legsikeresebb turnéja volt. A nyár folyamán a Rugrats Go Wild című filmhez kiadott filmzene albumon szerepeltek, a Lizard Love című dallal.

### Honkin' on Bobo,Rockin' the JointésDevil's Got a New Disguise(2004–2006)
A turné alatt elkezdődtek a régóta ígérgetett album felvételei Marti Frederiksen és a régi producer, Jack Douglas vezetésével. Az album Honkin’ on Bobo címmel jelent meg 2004. március 30-án, és egy saját dal kivételével klasszikus bluesszerzemények feldolgozásai kerültek fel rá. A lemez a Billboard 200 listáján az 5. helyre került, és pár napon belül aranylemez lett. Kislemezen a Baby, Please Don't Go, a You Gotta Move és a Road Runner jelent meg. 2004. március 11-én kezdetét vette a Honkin' on Bobo turné, ahol a Cheap Trick volt az előzenekar. 2004 novemberében megjelent egy You Gotta Move című DVD-kiadvány, amelynek gerincét egy 2004-es floridai koncert adja, de ezenkívül a Honkin' on Bobo stúdiómunkálatait is tartalmazza. 2004-ben a Dream On szerepelt a Buick hirdetési kampányában.
2005-ben Steven Tyler felbukkant a Csak lazán! című filmben, míg Joe Perry egy a saját nevét viselő szólóalbumot adott ki. A gitáros Mercy című dalát Grammy-díjra jelölték a legjobb rock instrumentális előadás kategóriában (a díjat végül Les Paul kapta).
2005 októberében egy koncertlemez jelent meg Rockin' the Joint címmel, amely a 24. helyezést érte el a Billboard listáján. Ezt követően, 2005. október végén, újra turnéra indultak, amely a Rockin' the Joint Tour elnevezést kapta. A turné első két szakaszában Lenny Kravitz, míg a harmadikban a Cheap Trick volt a nyitózenekar. A márciusra és áprilisra tervezett fellépéseket – Tyler torokműtétje miatt – törölni kellett. 2006. július 4-én a Boston Pops Orchestra közreműködésével adtak elő pár dalt. Az előadás jelentős eseménynek számított, mivel Tyler betegsége miatt, több hónapnyi kimaradás után, először léptek színpadra. 2006 augusztusától az év végéig újabb turnéra indultak.
A Route of All Evil Tour elnevezésű körúton a Mötley Crüe volt az együttes turnépartnere.

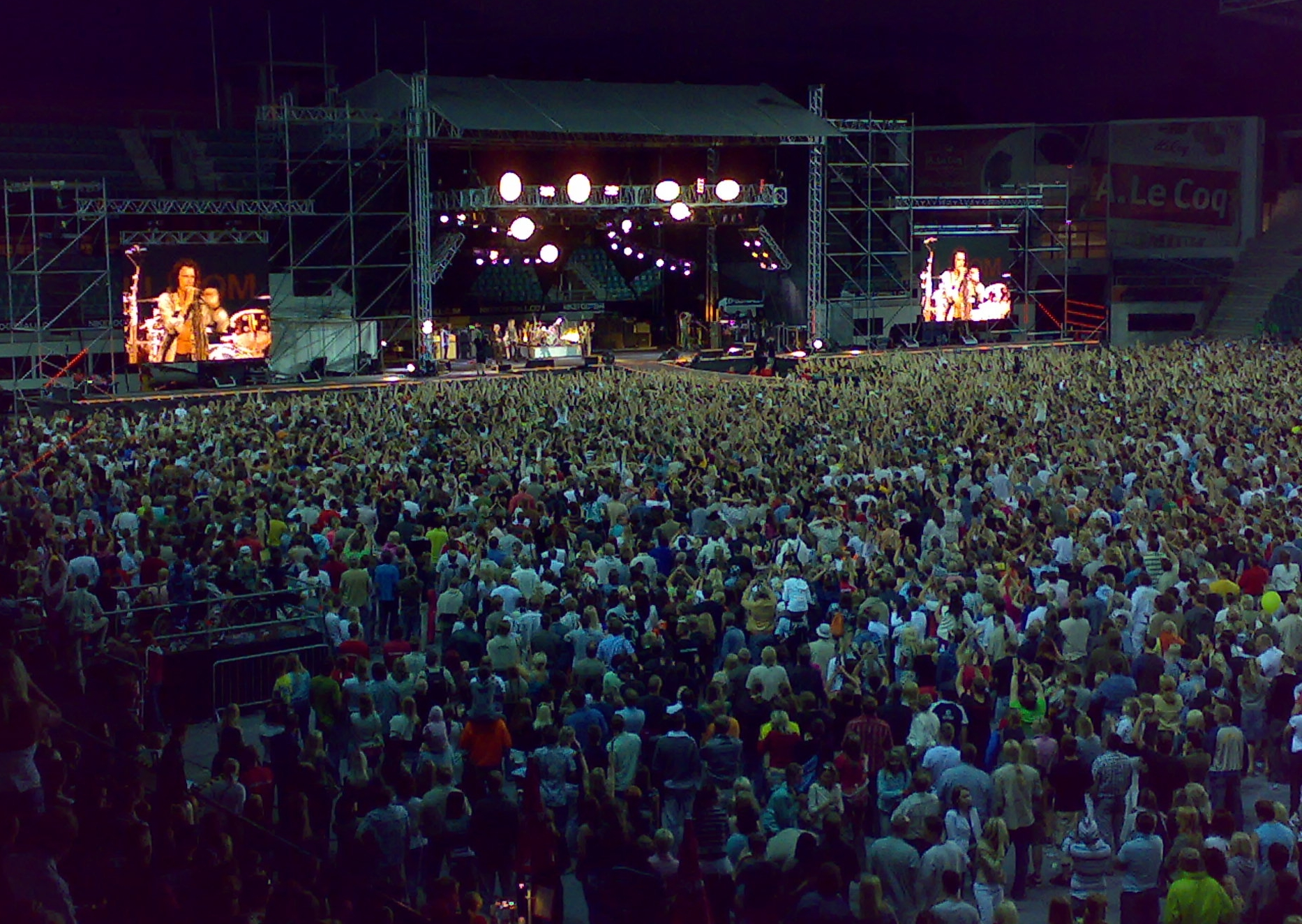
Aerosmith koncert 2007. július 5-én az észtországi Tallinnban

Augusztus 24-én bejelentették, hogy Tom Hamilton nyelőcsőrák miatt, bizonyos időig nem tudja folytatni a turnét, gyógykezelése alatt a Joe Perry Projekt basszusgitárosa, David Hull helyettesítette. Közben októberben megjelent egy Devil's Got a New Disguise – The Very Best of Aerosmith című válogatásalbum. A kiadványra két új szám is felkerült, és a Devil's Got a New Disguise kislemezen is megjelent.

### Turnézás,Guitar Hero: Aerosmithés befejezetlen album (2007–2009)
2007 elején világturnéra indultak (Aerosmith World Tour 2007), amely öt latin-amerikai telt házas stadionkoncerttel vette kezdetét. 2007 nyarán Európában koncerteztek, felléptek több rockfesztiválon, valamint ellátogattak néhány olyan országba is, ahol korábban még soha nem léptek fel. Ezenkívül olyan közel-keleti országokban is adtak koncerteket, mint az Egyesült Arab Emírségek és India. A turné során a Prince Edward-szigeten is felléptek, amely koncert az addigi legnagyobb nézőszámot vonzó fellépés volt a tartomány történetében. Az Aerosmith World Tour 2007 szeptemberben ért véget észak-amerikai koncertekkel, amelyeken Joan Jett nyitott az együttesnek. Az utolsó koncertre a Hawaiiban található Maui szigeten került volna sor, de ezt végül logisztikai okokból törölték. A koncertszervezők beperelték a zenekart, ezért az együttes beleegyezett abba, hogy majd később újra fellépnek a helyszínen, a megvásárolt jegyek pedig érvényesek maradhatnak a jövőbeli előadásra is (a koncert bepótlása végül 2009. október 20-án valósult meg).
A 2008-as év nagy része pihenéssel telt az együttes számára. A nyár folyamán megjelent a népszerű Guitar Hero videójáték, Guitar Hero: Aerosmith kiadványa. A videójátékra az együttes legnépszerűbb dalai kerültek fel. Steven Tyler 2008 nyarán a VH1 Classic Radiónak adott interjújában kifejtette, hogy 2008. szeptember 4-én stúdióba vonulnak, hogy elkészítsék az együttes 15. stúdióalbumát. Az énekes megjegyezte, hogy 2009 júniusban amerikai turnét terveznek. 2009. február 1-jén Venezuelában adtak egy koncertet, de további előadásokra már nem került sor Joe Perry térdsérülése miatt. 2009. február közepén bejelentették, hogy az új album producere Brendan O'Brien lesz, és mindenképpen szeretnének elkészülni vele a júniusi turnéra. 2009 júniusában kezdetét vette az Aerosmith/ZZ Top Turné, melynek előzenekarai a ZZ Top mellett a 3 Doors Down és a Dropkick Murphys voltak. A körút 2009 szeptemberéig tartott, és csak észak-amerikai városokat érintett. A turné során az 1975-ben megjelent Toys in the Attic album nagy részét előadták. A zenekar tagjainak a koncertsorozat alatt számos egészségügyi problémával kellett szembenéznie. Brad Whitfordnak a fejét kellett műteni, míg Tylernek a 2009. június 28-i connecticuti Mohegan Sun Arénában adott koncerten sérült meg a lába. Ennek következményeképpen a következő hét fellépést törölni kellett. Whitford visszatérésével július 15-én folytatták a koncertezést a georgiai Atlantában. További hét koncert után a turné hátralévő húsz fellépését törölni kellett, mivel Tyler a dél-dakotai előadáson leesett a színpadról. Az énekest a Rapid City Regional kórházba szállították, miután eltört az egyik válla, és további nyak-, valamint fejsérüléseket szenvedett. A zenekar augusztus 14-én jelentette be, hogy nem folytatják tovább a hátralévő fellépéseket. Az Aerosmith inaktív időszakát kihasználva Joe Perry elkészítette újabb szólólemezét, amely 2009 októberében jelent meg Have Guitar, Will Travel címmel. Joey Kramer dobos pedig a Hit Hard című önéletrajzát fejezte be. Tyler felépülését követően október közepén Honoluluban, Mauin (melyet korábban logisztikai okokból töröltek) és Abu-Dzabiban (Egyesült Arab Emírségek) adtak koncerteket.

### Tyler-Perry viszály és Cocked, Locked, és Ready to Rock turné (2009–2010)
Tyler 2009 végén az együttessel szemben egyéni terveit kezdte előtérbe helyezni, beleértve Does the Noise in My Head Bother You? című önéletrajzát. A Classic Rock Magazinnak adott interjúban kifejtette, hogy a közeljövőben a Tyler márkanév alatt szeretne dolgozni. Ez idő alatt Joe Perry 2009 végén Japánban, 2010 elején pedig az Egyesült Királyságban adott szólókoncerteket. 2009 novemberében bejelentette, hogy Tyler és a zenekar között megszűnt a kommunikáció, és a közeljövőben más énekessel fognak dolgozni. Nem sokkal később olyan hírek láttak napvilágot, hogy az Aerosmith már az új énekesét keresi. Egyes hírek olyan énekesek nevét közölték Tyler lehetséges utódjaként, mint Billy Idol, Chris Cornell, Paul Rodgers, Sammy Hagar és Lenny Kravitz.
A szétválásról szóló híresztelések ellenére Tyler megjelent a Joe Perry Project 2009. november 10-i New York-i fellépésén, ahol a Walk This Wayt adták elő közösen. A koncerten Tyler biztosította a résztvevőket, hogy nem szándékozik kilépni az Aerosmithből.
2010. december 22-én a People bulvármagazin hírül adta, hogy Steven Tyler énekes egy elvonóintézetben kezelteti gyógyszerfüggőségét. Az énekesnek a dél-dakotai koncerten szerzett sérülései miatt receptre írt fájdalomcsillapítókat kellett szednie, aminek következtében szervezete ráállt a gyógyszerre, így a szervezett elvonókúra maradt számára a megoldás. Tyler egy sajtónyilatkozatában kifejtette, hogy nagyon hálás mindazon támogatásért és szeretetért amelyet kap, és elszántan igyekszik rendbe tenni a dolgokat: „A családom és professzionális gyógyítók csapatának segítségével felelősen kezelem a fájdalmamat, és igyekszem visszakerülni a színpadra, illetve a stúdióba, a zenekari társaim mellé.”
2010. január 20-án Perry megerősítette azokat a híreszteléseket, hogy új énekest keresnek, mivel Tyler gyógyulása több hónapot vehet igénybe, az együttes pedig koncertezni szeretne. Perry ezenkívül közzétette, hogy a későbbiekben hajlandó lenne Tylerrel együtt dolgozni, ha ő is akarná. Válaszul Skip Miller, Tyler jogi képviselője igyekezett megszilárdítani az énekes pozícióját a zenekarban, és elárulta a Billboard.comnak, hogy pereskedéstől sem riadna vissza.
2010 februárjában Joe Perry arról nyilatkozott a Classic Rock újságírójának, hogy Tyler még 2008 nyarán meghallgatáson volt egy Led Zeppelin-próbán, hogy Robert Plant helyére lépjen, és turnéra indulhasson a brit együttessel. A Led Zeppelin tagjai, Jimmy Page, John Paul Jones és Jason Bonham felajánlották Tylernek, hogy csatlakozzon hozzájuk egy világ körüli turné erejéig, az énekes azonban visszautasította az ajánlatukat.

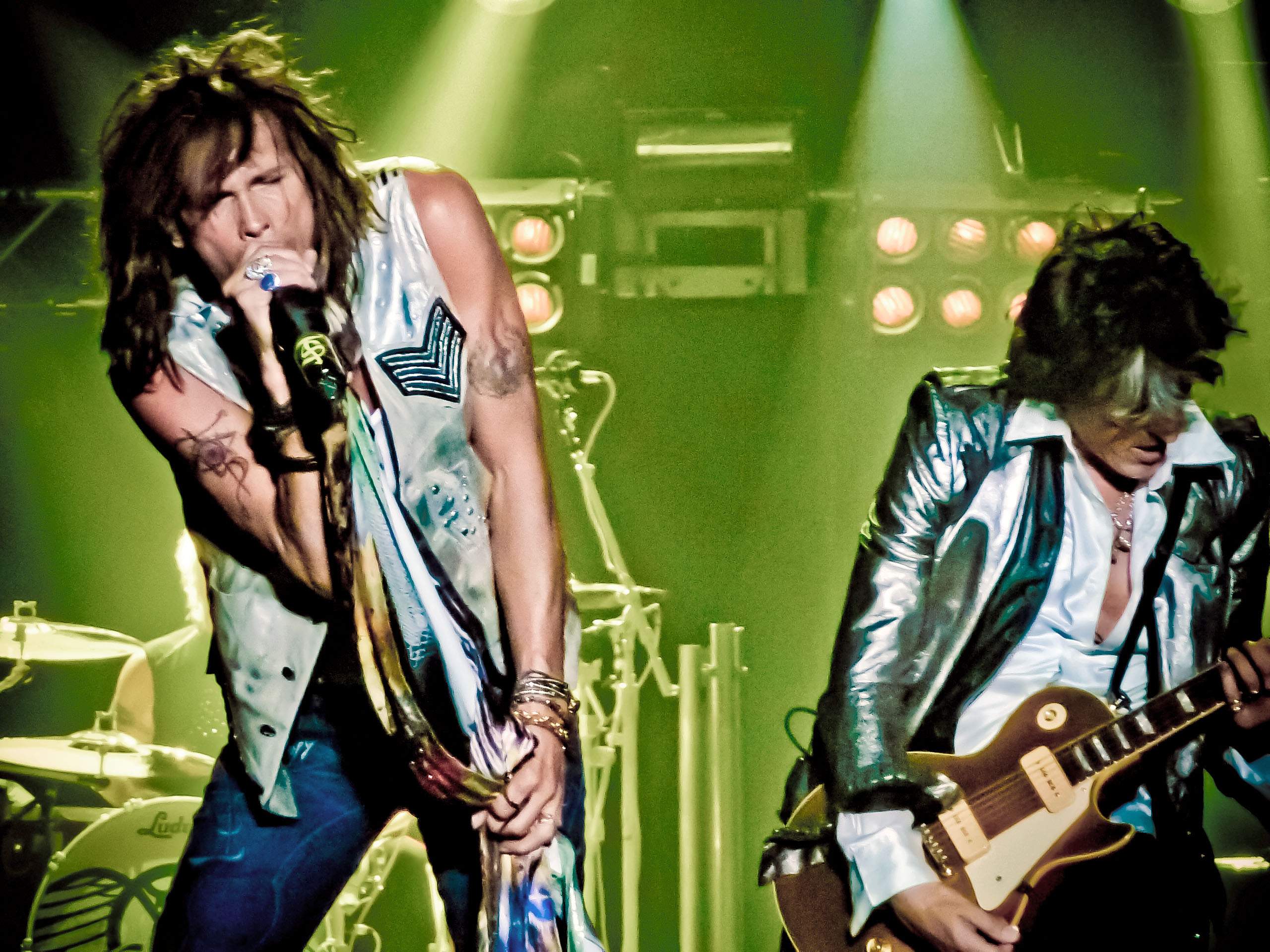
Steven Tyler és Joe Perry 2010. június 23-án a hollandiai Arnhemben

2010. február 15-én bejelentették, hogy az Aerosmith, Steven Tylerrel kiegészülve, a 2010-es brit Download Festival fő attrakciója lesz, melyet a Sölvesborgban adott Sweden Rock Fesztiválon való szereplés előzött meg. Ezt követően, február 24-én, egy jövőbeli turné első koncertállomásai kerültek nyilvánosságra. A turné Cocked, Locked, Ready to Rock Tour elnevezéssel vette kezdetét 2010. május 17-én Caracasban (Venezuela). Ezt további hat koncert követte Dél- és Közép-Amerikában az Amen és a Gandhi előzenekarokkal, majd júniusban Európában adtak koncerteket, többnyire nyári fesztiválokon. A turné során először léptek fel olyan országokban, mint Görögország, Kolumbia és Peru. A turné 24 fellépésből álló észak-amerikai körúttal ért véget, amelynek során a Blue October, a Blue Öyster Cult, a Cheap Trick, a The Mighty Mighty Bosstones, a The J. Geils Band, a Buckcherry, Sammy Hagar és a Joan Jett and the Blackhearts lépett fel az együttes előtt. A Cocked, Locked, Ready to Rock Turné augusztus 12-i, Wantaghban adott koncertjén Tyler mikronfonállványával véletlenül megütötte Joe Perryt (kisebb fejsérülést szenvedett), az augusztus 17-i Torontóban adott koncerten pedig Tyler megint leesett a színpadról, ezúttal azonban a közönség soraiba zuhant.
A Cocked, Locked, Ready to Rock Tour 2010. szeptemberi befejezése után nem adtak több koncertet, hanem egy új album elkészítését tervezték. A munkát hátráltatta Tyler bejelentése, miszerint csatlakozik Jennifer Lopez és Randy Jackson mellé, az American Idol tehetségkutató zsűrijéhez. Az énekes hivatalosan augusztus 18-án írta alá a show-műsorban való szereplését. 2010. november 5-én Brad Whitford jelentette be, hogy az új album munkálatai valószínűleg Los Angelesben fognak zajlani, amelynek megjelenését egy világ körüli turné követné.

### Turnézás ésMusic from Another Dimension!(2010–2013)
2010 novemberében Joey Kramer az NME.comnak adott interjújában kifejtette, hogy a zenekar minden szándékkal azon van, hogy befejezze az albumot, és 2011-ben meg is jelentesse.
2011. január 18-án Steven Tyler azt nyilatkozta, hogy Joe Perryvel már írtak dalokat, és az album felvételei is elkezdődnek, még azon a héten.
2011. március 20-án bejelentették, hogy a közeljövőben egy balladákat tartalmazó válogatásalbum fog megjelenni. A Tough Love: Best of the Ballads című kiadvány 2011. május 11-én került a boltok polcaira.
2011. május 14-én bejelentették, hogy ősszel egy latin-amerikai turnéra fognak indulni. Augusztus 30-án közzétették, hogy a következő album 2012 májusára várható, a producere pedig az a Jack Douglas lesz, aki már számos korábbi lemezükön is szerepelt. 2011. október 22-én Limában (Peru) vette kezdetét a Back On the Road Tour elnevezésű turné. A turné részeként, karrierjük során először felléptek Paraguayban, Panamában, és Ecuadorban is. A paraguayi koncert előtt Steven Tyler szállodai szobájában, zuhanyozás közben megcsúszott, melynek következtében felszakadt a szemöldöke és kitörött két foga. Az énekest azonnal kórházba szállították, aki elárulta egy interjúban, hogy ételmérgezés miatt lett rosszul. A paraguayi koncert másnap került megrendezésre. A Back On The Road turné iránt továbbra is jelentős volt az érdeklődés, csak a paraguayi, argentin és brazil fellépések több mint nyolcmillió dollárt jövedelmeztek. A körút tíz latin-amerikai fellépés után, 2011 végéig Japánban folytatódott nyolc előadással.
2012. március 11-én a zenekar szerepelt a 60 Minutes című amerikai televíziós magazin egyik epizódjában. A szereplés során az együttes tagjai őszinte interjúkat adtak a 2011-es turné kapcsán. Beszélgetésük során az együttesben és sok nézőben is felmerült a gyanú, hogy a zenészek között újra fellobbanhatnak a múlt feszültségei. 2012. március 22-én azonban, ennek ellenpéldájaként Joe Perry az American Idol tehetségkutató műsorban köszöntötte fel Steven Tylert születésnapja alkalmából. Március 26-án bejelentette a zenekar, hogy 2012 nyarán egy Global Warming Tour elnevezésű turnét fognak lebonyolítani, ahol a Cheap Trick lesz a nyitózenekar. A körút csak az Amerikai Egyesült Államokat és Kanadát fogja érinteni. Ezt követően az American Idol szezont záró fináléjában lépett fel az együttes, ahol egy vadonatúj számot adtak elő. A Legendary Child című szerzemény másnaptól digitális formában is elérhetővé vált. A dal a 29. helyre került a Billboard magazin Rock Songs listáján, és az új G.I. Joe film betétdalaként is funkcionált.
Nem sokkal az új dal megjelenése után bejelentették, hogy 15. stúdióalbumuk címe Music from Another Dimension! lesz, amelynek tervezett megjelenési időpontját 2012. november 6-ra tervezték. 2012. június 16-án Minneapolisban kezdetét vette a Global Warming Tour, amelynek fellépéseit a Tacomában megrendezett koncertig, augusztus 8-ig hozták nyilvánosságra. A turné a Music from Another Dimension! megjelenése után 2012-ben és 2013-ban is tovább folytatódott, mely során Észak-Amerikában, továbbá Ausztrália és Óceánia, Ázsia, és Dél-Amerika országaiban léptek fel. 2012. augusztus 22-én két kislemez jelent meg a készülő lemezről. A rockos Lover Alot és a balladisztikus hangvételű What Could Have Been Love. Ezt követő nyilvános szereplésük szeptember 22-én volt amikor az iHeartRadio zenei fesztiválon léptek fel Las Vegasban. Később David Letterman show-műsorában a Late Show with David Lettermanben adott interjút Tyler és Perry, majd Whitforddal kiegészülve a Dream Ont adták elő, egy olyan jótékony rendezvény keretein belül, aminek a bevételeit a Sandy hurrikán áldozatainak ajánlották fel. Az Aerosmithen kívül számos előadó, köztük Christina Aguilera, Jon Bon Jovi, Billy Joel, Sting is fellépett többek között. 2012. november 5-én egy szabadtéri koncertre került sor a bostoni 1325 Commonwealth Avenue közelében, ahol a zenekar az első próbáit tartotta. Másnap boltokba került a zenekar friss lemeze a Music from Another Dimension!. Az anyagot a Columbia adta ki, a felvételei pedig 2011. július 5-től 2012 áprilisáig tartottak olyan stúdiókban mint a The Boneyard, a Poppy, a Swing House, a Mad Dog, a Retro Activ, a Briar Patch, a Hensen és a saját Pandora's Boxra keresztelt stúdiójuk. Az anyag produceri teendőt Tyler és Perry mellett Jack Douglas és Marti Frederiksen látta el, akik a korábbi években már számtalan alkalommal dolgoztak együtt a zenekarral. Az album vegyes megítélést kapott az újságírók részéről, a legtöbb szaklap kritikával illette az anyagot. Rob Sheffield a Rolling Stone magazintól három pontot adott rá az ötből, és a gitárjátékot nevezte a lemez erősségének. Az AllMusic munkatársa Stephen Thomas Erlewine szintén három pontra értékelte, és azzal a véleménnyel zárta írását, hogy a lemez a 90-es évekbeli albumok nyomvonalán halad. Hozzáfűzte, hogy van olyan jó, mint a Nine Lives vagy a Just Push Play, annak ellenére is, hogy nincs rajta kiugró slágerdal. Az Ultimate Classic Rock 10/7-es kritikájával alapvetően jó lemeznek minősítette, bár felrótta azt, hogy a lemez túl hosszú, amelyből ráadásul négy szám is ballada. Megjelenésének első hetében 63 ezer példányban kelt el az Egyesült Államokban, mely révén az 5. helyet szerezte meg a Billboard 200 listáján.
2013-ban negyedik kislemezként a Can't Stop Lovin' Yout is kiadták, melyben Carrie Underwood countryénekesnő duettet énekel Tylerrel. Ezt követően a zenekar fő dalszerzői Steven Tyler és Joe Perry az ASCAP jóvoltából a Pop Music Awards díjat vehették át. Két nappal később pedig mindkét zenész dalszerzői munkáját elismervén, bekerültek a Songwriters Hall of Famebe. 2013 áprilisában és májusában tovább folytatódott a lemezt népszerűsítő turné. Új-Zéland, Fülöp-szigetek, Indonézia, és Szingapúr mellett Ausztráliában is felléptek, ahol utoljára 23 évvel azelőtt léptek fel, míg a másik négy országban először. Az utolsó három ausztrál koncertet Tom Hamiltonnak ki kellett hagynia betegsége miatt, helyére David Hull lépett be. A május 11-i Indonéz előadást biztonsági okokra hivatkozva törölni kellett a turnédátumból. Ezt követően saját városukban, a „Boston Strong” jótékonysági koncerten léptek fel, melynek bevételeit a 2013-as bostoni robbantás áldozatainak ajánlották a szervezők. Augusztusban Ázsiában adtak koncerteket, majd a Harley-Davidson 110. születésnapját ünneplő rendezvényén léptek fel, mely augusztus 30-án Milwaukeeben került megrendezésre. A koncertezést Közép és Dél-Amerikában folytatták, köztük első ízben játszottak olyan helyeken mint Guatemala, El Salvador és Uruguay. Hamilton betegsége miatt megint nem tudott részt venni a latin-amerikai fellépéseken. 2013 júliusában Rock for the Rising Sun címmel egy koncert-DVD-t adtak ki, melynek felvételei Japánban kerültek rögzítésre még 2011-ben. A koncertfilmet 2013 októberében a mozik is bemutatták.

### Egyéni próbálkozások és folyamatos turné (2014–2018)
2014 márciusában Észak-Amerikában koncerteztek, ahol Slash zenekara, a Myles Kennedy & the Conspirators melegítette be a színpadot. 2014 júliusában kezdetét vette a Let Rock Rule Tour elnevezésű turné, amely szeptemberben ért véget, amerikai és kanadai dátumokat érintve. 2014 májusában az együttes basszusgitárosa, Tom Hamilton kijelentette egy interjú során, hogy szó van egy 16. stúdióalbum elkészítéséről, de a megjelenése még kérdéses. Ugyanakkor Joe Perry a Rolling Stonenak adott interjújában elismerte, hogy nem látja olyan szükségesnek egy új anyag elkészítését. Egy EP kihozatalát vázolta fel a gitáros, bár hozzátette hogy ez is csak egy felvetés, mert ő sem tudja mit hoz a jövő. 2014. október 7-én Perry David Ritz társszerző közreműködésével kiadta önéletrajzi könyvét, mely Rocks: My Life in and Out of Aerosmith címmel látott napvilágot. Október 14-én tartotta a bemutatóját, mely során dedikáltatta is a rajongók egy részével a könyveket. 2015 októberében 300 észak-amerikai mozi bemutatta az együttes új koncertfilmjét. Az Aerosmith Rocks Donington a Donington Parkban (Anglia) megrendezésre kerülő Download Festivalon adott főzenekari koncertjüket örökítette meg még 2014-ből. A felvétel szeptember 4-től DVD- és Blu-ray-kiadásban is beszerezhetővé vált. 2015. március 31-én Steven Tyler énekes bejelentette, hogy elkezd dolgozni első önálló countryalbumán. Április 6-án nyilvánosságra hozta, hogy Scott Borchetta Dot Records lemezcégével kötött szerződést. Ezt követően megjelentette közelgő albumáról a Love is Your Name című dalt. Támogatójának olyan cégeket/műsorokat szerzett meg Tyler, mint a Bobby Bones Show, az iHeartMedia, a CBS This Morning, az Entertainment Tonight, vagy az American Idol, melynek 14. fináléjában bemutatta a dalt.
2015. június 10-től augusztus 7-ig egy Blue Army Tour fedőnevű turnét bonyolítottak le, amerikai és kanadai dátumokkal. A körút érdekessége volt, hogy olyan helyeken léptek fel amelyeket korábban hanyagolt a zenekar. Zárásként egy szeptemberi koncertet is beiktattak, amely Moszkvában került megrendezésre. A turné után Tyler kiadta szólóalbumát, amely We're All Somebody from Somewhere címmel jelent meg 2016. július 15-én. Még a kiadása előtt hozzáférhetővé tették a címadó és a Red, White & You című dalokat. Ez idő alatt Joe Perry egy Hollywood Vampires nevű projektet hozott össze, amelyben Alice Cooper és Johnny Depp lettek a társai. A névadó debütáló albumuk 2015 szeptemberében jelent meg, és a formáció fellépett az 58. Grammy Awards díjkiosztó gálán. Brad Whitford újra csatlakozott Derek St. Holmeshoz pár fellépés erejéig, majd szóvá tették hogy 2016 folyamán egy album elkészítése is lehetséges. A „Whitford/St. Holmes” projekt végül Reunion címmel adta ki lemezét, amelyre első anyaguk újrakevert változata mellett új dalok is felkerültek. Tom Hamilton pár európai fellépés erejéig a Thin Lizzy együttessel lépett fel 2016 nyarán. Ezt követően a Pearl Jam színpadán lépett fel egy szám erejéig, amikor az együttes a Draw the Line dalt adta elő a bostoni Fenway Park-beli koncertjén augusztus 7-én. Mindezek közepette Joey Kramer tevékenyen részt vett a „Rockin' & Roastin'” nevű kávéüzlet működtetésében, amely Newry, Maineben és Észak-Attleboroughban (Massachusetts) is üzemel. 2015 decemberében különböző interjúk során Whitford, Tyler és Perry egyaránt felvetette, hogy az Aerosmith a búcsúturnéján gondolkodik. 2017 elején Perry már úgy fogalmazott, hogy az utolsó turné akár két évig is eltarthat, mindeközben Whitford és Tyler egy utolsó stúdióalbum lehetőségét sem zárta ki. 2016. július 10-én Joe Perry a Hollywood Vampires Coney Island-beli koncertjén rosszul lett és összeesett. Egyes híresztelések szerint szívbetegség okozhatta a rosszullétét. Még aznap éjszaka stabil állapotba hozták az orvosok. A Hollywood Vampires folytatta a koncertet, a turné hátralévő dátumait is beleértve. Egyedül a The Late Show with Stephen Colbert című televíziós szereplést mondták le. 2016 októberében az Aerosmith megkezdte a Rock 'N' Roll Rumble Tour elnevezésű turnéját, amely főleg dél-amerikai fellépéseket foglalt magába. Az első koncert még San Diegóban volt a Kaaboo Festival keretében. 2016 novemberében közleményben tudatták, hogy 2017 tavaszán és nyarán búcsúturnét tesznek Európában, amely Aero-Vederci Baby! Tour címen fog futni. A túra Izraelben, Tel-Avivban, 2017. május 17-én indult útjára, ahol mintegy 45 000 jegyet adtak el. 2017 szeptemberében Dél-Amerikában folytatódott a turné, bár néhány előadást törölni kellett egészségügyi problémák miatt. Brad Whitford nyilatkozata szerint a turné 2017-től akár 2021-ig is eltarthat.

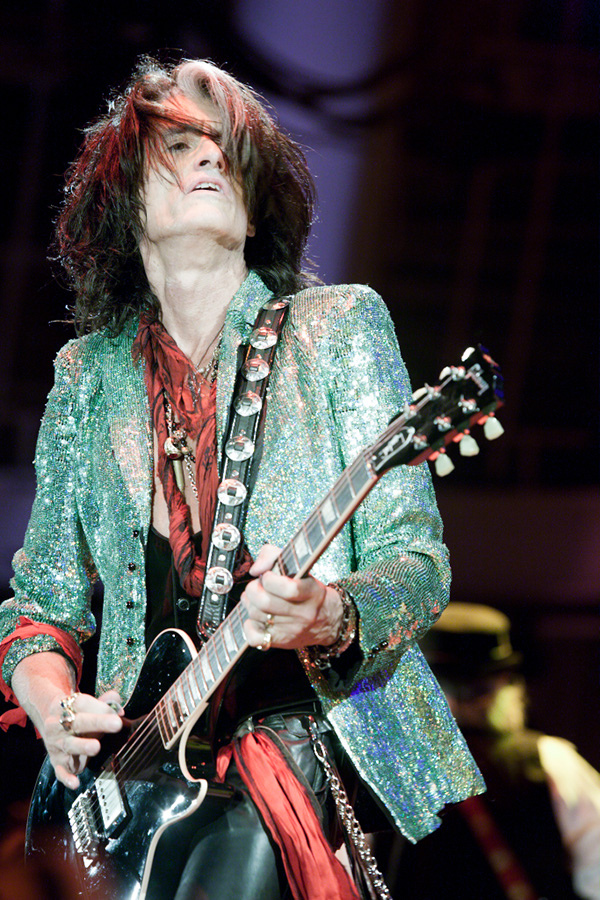
Joe Perry 2013. április 5-én.

2018. január 19-én Perry kiadta a Sweetzerland Manifesto című szólóalbumát, majd egyes interjúk során kijelentette, hogy a Aero-Vederci Baby turné valójában még hosszú ideig eltarthat, és 2019-ben turnéval szeretnék ünnepelni az együttes 50. éves évfordulóját.

### A „Deuces Are Wild” koncertsorozat és a „Peace Out: The Farewell Tour”, visszavonulás a turnéktól és esetleges új zene (2019–től napjainkig)
2018. augusztus 15-én az NBC Today show-ban szerepelt a zenekar, ahol bejelentették hogy az 1994-es daluk a Deuces Are Wild nyomán, ugyanezen a néven saját kaszinót nyitnak Las Vegasban. A zenekar Las Vegas-i Park Theater-beli koncertsorozatuk 2019 áprilisában, júniusában, júliusában és szeptemberében zajlott, egészen 2019 decemberéig. A tervek szerint 2020 januárjára, februárjára, májusára és júniusára meghosszabbították volna a fellépéseket, de a 2020-as dátumokat a COVID-19 járvány miatt törölni kellett. A Las Vegas-i koncertek mellett 2019. július közepén a zenekar fellépett egy minnesotai fesztiválon, 2019 augusztusában pedig összesen kilenc koncertet adtak három MGM-helyszínen elosztva Marylandben, New Jerseyben és Massachusettsben.
2019-ben európai turnét jelentettek be, amelyre a Las Vegas-i fellépések befejezése után 2020 nyarán került volna sor, a koncerteket azonban a COVID-19 járvány miatt lemondták, akárcsak az eredetileg 2020 szeptemberére tervezett 50. jubileumi koncertet a bostoni Fenway Parkban. Az európai dátumok eredetileg 2021 nyarára lettek átütemezve, de később a folyamatban lévő világjárvány miatt ismét 2022 nyarára kerültek át. 2019 januárjában Joe Perry kijelentette, hogy ő és Steven Tyler új anyagot kezdtek felvenni egy új Aerosmith-albumhoz. 2019. február 14-én, a következő hónapban az Aerosmith a tervek szerint csillagot kapott volna a Hollywood Walk of Fame-en, de a ceremóniát és a felállítását elhalasztották a kedvezőtlen időjárás miatt, az eseményre végül az év egy későbbi  időpontjában került sor. 2019 áprilisában Joey Kramer dobos egy meg nem nevezett baleset következtében kisebb sérüléseket szenvedett a vállán, és kénytelen volt lemondani a zenekar Las Vegas-i előadássorozatuk több koncertjét. Dobtechnikusa, John Douglas helyettesítette őt. Ugyanezen év novemberében Kramer több híroldalnak is elmondta, hogy felépülése ellenére nem csatlakozhatott újra a zenekarhoz, amire a zenekar azt válaszolta, hogy a játéka „nem felel meg az Aerosmith színvonalának”. 2020 januárjában a nézeteltérés pereskedéssorozatban csúcsosodott ki, ami után Kramer nem léphetett fel a zenekarral a 2020-as Grammy-díjátadón. 2020 februárjában azonban Kramer már újra csatlakozott az Aerosmithhez a Las Vegas-i koncertekre, miután pár fellépést mégis össze tudtak hozni, a covid-19 enyhülése miatt.  Szintén 2020-ban az Aerosmith kapta meg a MusiCares Person of the Year díjat.
A The Black Crowes egykori dobosával, Steve Gorman-nel készített 2020. augusztusi interjúban, a Steve Gorman Rocks című rádióműsorban Brad Whitfordot arról kérdezték, hogy milyen a zenekar jövője. A válasza a következő volt: „Nem igazán tudom, mit akarnak csinálni. És nem is igazán érdekel, mert, őszintén szólva, már nem érdekel”, hivatkozva a zenekaron belüli folyamatos működési zavarokra. Hasonló aggodalmának adott hangot egy interjúban Joe Bonamassa „Live From Nerdville” podcastjában 2021 júniusában. Whitford megosztotta gondolatait arról, hogy a COVID-19 járvány hogyan befolyásolja az Aerosmith és általában a zenészek turnézási terveit, miközben elismerte saját és bandatársai jelenlegi életkorát: „Úgy értem, kétségeim vannak afelől, hogy az Aerosmith valaha is újra koncertezni fog ebben a szakaszban, mert a kor kezd valódi tényezővé válni. Ez van, ami van”. 2021. augusztus 23-án az Aerosmith forgalmazási szerződést írt alá az Universal Music Grouppal, amely a zenekar teljes katalógusát – mind a Geffen (a Universal leányvállalata), mind a Columbia kiadványait – lefedte.
2022 márciusában, az átütemezett európai turné lemondását követően az Aerosmith bejelentette, hogy a Deuces Are Wild koncertsorozat júniusban kezdődik és decemberig tart, a szeptemberre átütemezett Fenway Park fellépéssel együtt. Kramer megerősítette a pletykákat, miszerint minden koncertet kihagy, a zenekar pedig azt állította, hogy „teljes figyelmét a családjára fogja fordítani ezekben a bizonytalan időkben”. Az Aerosmith 2022. május 24-én bejelentette, hogy a Deuces Are Wild sorozat júniusi és júliusi fellépéseit lemondják, mivel Tyler bejelentkezett egy rehabilitációs intézetbe, miután visszaesést szenvedett egy lábműtét okozta fájdalomcsillapítás után. Tyler több mint 30 napos rehabilitációs kezelését követően a zenekar a bostoni Fenway Parkban lépett fel az 50. évfordulós koncertjükön, majd folytatták a 2022 szeptemberétől decemberéig tervezett Las Vegas-i koncertjeiket.
2023 májusában a zenekar bejelentette a „Peace Out: The Farewell Tour” nevű búcsúturnéját, amely szeptemberben kezdődik. A turné 2024 januárjáig 40 észak-amerikai helyszínre küldi a bandát, és a The Black Crowes lesz a nyitófelvonás. A turnén nem fog részt venni az eredeti dobos, Joey Kramert. Nem sokkal a turné kezdete után azonban bejelentették, hogy a következő évre halasztják, mert Steven Tyler hangszálai súlyosan megsérültek egy szeptember 9-i fellépésen. A turné 2024 szeptemberében kezdődik és 2025 februárjáig tart. 2024. augusztus 2-án azonban a turnét lemondták, és a csapat bejelentette visszavonulását, mivel Tyler nem tudott felépülni hangszálsérüléséből. Perry kijelentette, hogy nem zárja ki az új zenéket sem. Tom Hamilton 2024. augusztus 29-én az AARP Magazinnak adott interjújában azt mondta, hogy " zenekar még él", és amikor a zenekar jövőjéről kérdezték, azt mondta: "A reményskálán valahol 7 és 9 között vagyok. Mostantól nem fogunk turnézni, de mindig reménykedni fogok, hogy más típusú lehetőségek is eljönnek majd.” Amikor Hamiltont az új zenéről kérdezték, azt mondta: "Eddig még nem esett szó az új Aerosmith albumról."  2025 januárjában Tom Hamilton basszusgitáros megbeszélte a felvétel lehetőségét Tylerrel a "jövőben".  2025. január 23-án az Aerosmith a 67. Grammy-gála megünnepléseként bejelentette, hogy újra találkozik Steven Tylerrel, valamint a 2025. januári dél-kaliforniai erdőtüzek alkalmával.

## Zene, stílus
Az Aerosmith zenéjét többnyire a hard rock stílusmeghatározásba szokás sorolni, de ezen kívül számos más zenei műfajból is merítettek pályafutásuk során. Az együttes stílusának az alapját a rock and roll és a blues adja, többnyire az 1960-as évek végi, 70-es évek eleji brit együttesek nyomvonalán. Első albumukon még nem forrott ki teljes mértékben sajátos stílusuk, a Yardbirds és a Rolling Stones hatása még erősen érződött zenéjükben. Az ezt követő albumaikon megmaradtak a blues- és rock and roll hatások, amelyeket már a hard rock keményebb riffjeivel és sajátos stílusukkal párosítottak. A Circus magazin 1976-ban a „Yardbirds által létrehozott, majd a Led Zeppelin által továbbvitt hard rock hagyományok örököseinek” tartotta a zenekart. Zenéjükben helyenként a funk zenei megoldásai is felbukkantak (Walk this Way), az 1970-es évek végén és a 80-as évek elején készült albumaik pedig az amerikai stílusú dallamos hard rock/metal stílusokra is döntő befolyást gyakoroltak. Az 1980–90-es években készült albumaikon tovább szélesítették zenei horizontjukat, így fúvósok, könnyedebb, poposabb dalok és epikus, sokszor nagyzenekari kísérettel felhangzó balladák is felkerültek a lemezeikre. Stílusukat úgy sikerült szélesíteni és modernizálni, hogy közben blues-, rock and roll és hard rock gyökereiket is megtartották. Az együttes legfőbb ismertetőjegye Steven Tyler karakteres énekhangja.

## Sikereik, hatásuk
Az Aerosmith a 170 millió eladott albummal minden idők egyik legsikeresebb rockzenekara, Amerika legnagyobb rock and roll zenekara. Az első két albumukkal (Aerosmith, Get Your Wings) médiatámogatás hiányában még nem arattak átütő sikereket, a folyamatos turnézás révén viszont egyre ismertebbek lettek. Az igazi áttörést a Toys in the Attic (1975) és a Rocks (1976) albumok hozták el számukra, amelyek már milliós példányszámban keltek el, az együttes pedig a korszak egyik legsikeresebb zenekara lett. Ekkorra már a rádiók is műsorukra tűzték a dalaikat (főleg a Dream Ont), a fellépéseik alkalmával pedig már a legnagyobb stadionokat is megtöltötték. 1976 szeptemberében kilencszázezer dollárt kerestek harminc nap alatt. 1976-ban a Circus magazin szerint „legfeljebb a Kiss és a ZZ Top maradhatott velük versenyben a legizgalmasabb új zenekar címéért”. A lendület azonban csak az évtized végéig, Joe Perry és Brad Whitford kiválásáig tartott. Az ezt követő három album, a Night in the Ruts (1979), a Rock in a Hard Place (1982) és a Done with Mirrors (1985) ugyan arany-, illetve platinalemez lett, a korábbi sikereket már nem tudták megismételni. 1986-ban viszont a Run–D.M.C.-vel közösen felvett Walk This Way rap-rock átirattal és azt ezt követő Permanent Vacation albummal az Aerosmith valósággal újjászületett.
Dalaikat az MTV a műsorára tűzte, aminek révén egy új generáció ismerkedhetett meg az együttessel. A zenekar bekerült abba a szűk előadói körbe, amely a 80-as évek végén több sikeres kislemezt is meg tudott jelentetni egymás után, ezáltal folyamatosan láthatóak voltak az MTV-n, albumaik pedig sokszoros platinalemezekké váltak. A sikerhez hozzájárultak az olyan, a mainstream közönség által is könnyen fogyasztható dalok (többnyire balladák), amelyeket a biztos siker érdekében, a kiadó nyomására, külsős dalszerzők írtak az együttes számára. E dalok sikerét nagyban segítették a hozzájuk készült látványos képi világú videóklipek is. Az Aerosmith azon kevés hard rock együttes közé tartozott, akik az 1990-es évek eleji-közepi grunge- és alternatívrock-hullám idején is meg tudták őrizni népszerűségüket. Az együttes iránti érdeklődés az új évezredben sem csökkent, manapság is telt házas koncerteket adnak.
Az együttes 70,2 millió albumot adott el az Egyesült Államokban, amelynek a révén az ország legkelendőbb zenekarának számít, olyan előadókat is megelőzve, mint a Rolling Stones, a U2, Madonna, Bon Jovi, a Queen, Carlos Santana, az ABBA stb. A hard rock/metal előadók közül világszerte (és az USA-ban is) csak az AC/DC és a Led Zeppelin adott el több lemezt náluk. Az együttes hat multiplatina státuszt elért stúdióalbummal rendelkezik, kislemezeik közül pedig 21 került fel a Billboard Hot 100 Top 40-es listájára. Az Aerosmith a legtöbb arany- és multiplatina-albummal rendelkező amerikai zenekar. Karrierjük során 25 arany-, 18 platina- és 12 multiplatina-lemezt tudhatnak magukénak, ezenkívül egy gyémántlemez és négy arany kislemez is fűződik a nevükhöz.
Az Aerosmith számos későbbi zenekarra gyakorolt jelentős befolyást. Az olyan későbbi sztárzenekarok, mint a Guns N’ Roses, a Metallica, a Mötley Crüe és a Nirvana egyaránt fontos hatásukként említik őket. Ezenkívül az utóbbi két és fél évtizedben felbukkant, a rock and roll és bluesgyökereket szem előtt tartó hard-sleaze rockegyüttesekre (Scream, Hardcore Superstar, Buckcherry, Great White, Skid Row, Tesla, Ratt, L.A. Guns, Cinderella, Extreme, Warrant, The Black Crowes, Faster Pussycat, The Quireboys, Inglorious stb.) szintén nagy hatást gyakorolt a zenekar. A Guns N’ Roses és a Velvet Revolver gitárosa Slash többször is kijelentette, hogy az Aerosmith a kedvenc bandája, míg Nikki Sixx a Mötley Crüe basszusgitárosa a The Dirt és aThe Heroin Diaries című könyveiben vallotta magát a korai éra rajongójának. Ezenkívül a grunge- és alternatívrock-hullám előadói mint a Mother Love Bone, Pearl Jam, Stone Temple Pilots, Staind, Godsmack szintén példaképként tekintenek rájuk.
A Joe Perry és Brad Whitford közötti kölcsönhatás szintén sok gitárduóra, mindenekelőtt a Guns N’ Roses tagjaira volt nagy hatással. Joe Perry széleskörű elismerést és dicséretet kapott pályája során, mely révén olyan példaképeivel oszthatta meg a színpadot, mint Jimmy Page vagy Jeff Beck. Page Perryt és Tylert kérte meg arra, hogy a Led Zeppelint "iktassák be" a Rock and Roll Hall of Fame-be. A Metallica beiktatásánál szintén jelen volt Perry, aki Beck, Page és a Metallica tagjaival eljátszotta a Train Kept A-Rollint. Az együttes nem csak a rock, hanem más stílusok képviselőire is döntő befolyást gyakorolt. Pályájuk során olyan előadókkal is együttműködtek, mint Run–D.M.C., Eminem, Carrie Underwood, ’N Sync, Britney Spears, Mary J. Blige vagy Nelly. Amerika countrysztárja Garth Brooks pedig a Fever, míg Mark Chesnutt az I Don't Want to Miss a Thing dalokat dolgozta át a zenekartól.

## Élő előadások

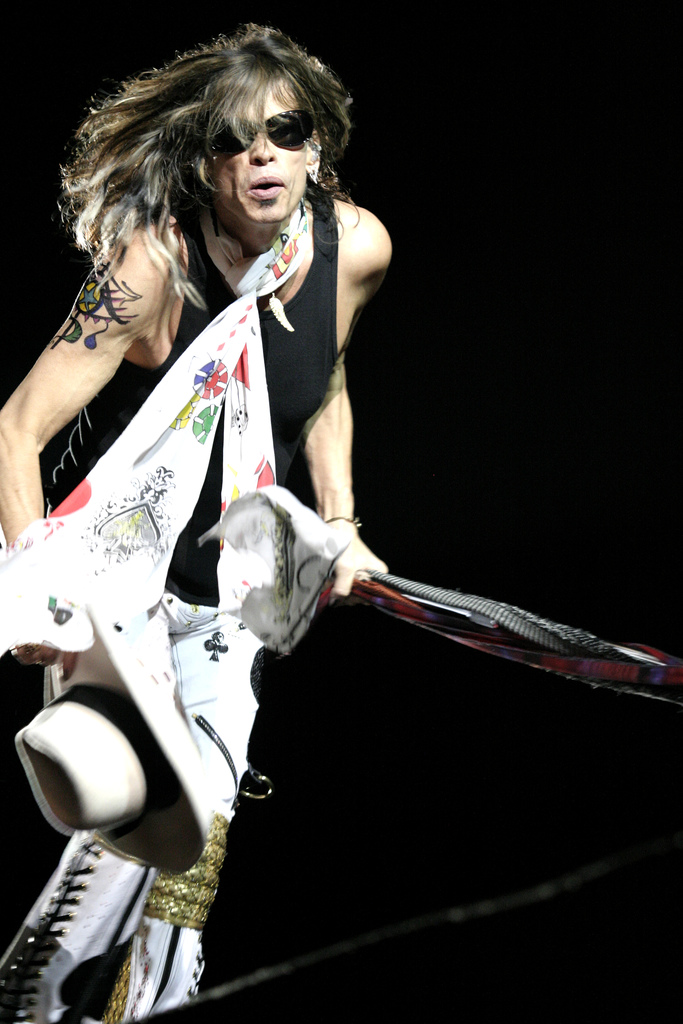
Steven Tyler

Steven Tyler elmondása szerint az Aerosmith mindig is vérbeli koncertzenekar volt. Az együttes első koncertjein még nagyrészt más előadók dalai tették ki a repertoárt: olyan zenekarok dalait játszották, mint a Rolling Stones, a Beatles, a Led Zeppelin, vagy a Yardbirds. Az együttes rajongótáborát „kék hadseregként” emlegették, mivel a koncerteket nagyrészt hosszú hajú, farmernadrágos és farmerdzsekis fiatalok alkották. A 70-es évekbeli koncertjeiken a rajongók tombolása miatt sokszor hordozható fémkorlátot kellett a színpad elé állítani. A koncerteken gyakoriak voltak a rendbontások is. Egy 1975-ben Philadelphiában adott koncerten több száz ember felgyújtotta a székeket, összetörték a kapukat, megverték a biztonsági őröket. Másnap az újságok tömegverekedésről cikkeztek. Egy 1977-es, szintén philadelphiai koncerten, színpadra dobott petárdák megégették Tyler szaruhártyáját, Perrynek pedig egy artériája szakadt fel az egyik karján. 1978. november 24-én, a Philadelphiában található Spektrumban, egy színpadra dobott sörösüveg szilánkjai Tyler arcába vágódtak, ezért a koncertet félbe kellett szakítani. A zenekar annak ellenére, hogy hamar rendelkezett megfelelő számú saját dallal, a feldolgozásokat sem szokta elhanyagolni. A Pump turnéján a Rats in the Cellar közepébe részleteket szőttek a Fleetwood Mac Searching for Madge című számából, de Jimi Hendrix Red House című szerzeménye is gyakran felhangzott. A Get a Grip turnéján a Draw the Line középrészébe a Rolling Stones Honky Tonk Womenjét idézték meg, továbbá elhangzott Peter Green Stop Messin Aroundja is, amelybe a Bright Light Fright és az I’m a Man című Yardbirds-dalokat szőtték bele. Az 1994-ben adott koncertek alkalmával, a Sweet Emotion középrészében, több helyen is megidézték a Led Zeppelin Dazed and Confused című dalának egyes részleteit. Az 1994-es woodstocki fellépés első ráadásdala pedig John Lennon Come Togetherje volt.
Az albumaikon hallható billentyűs hangzásokat élőben különböző vendégmuzsikusok szólaltatják meg. 1977–78-ban Mark Radice, 1980-ban Richard Supa, 1983-ban Bobby Mayo, 1987 és 1994 között Thom Gimbel játszott billentyűs hangszereken, 1997-től huzamosabb ideig Russ Irwin lépett fel a zenekar koncertjein, majd őt váltotta Buck Johnson 2014-ben.
Az együttes koncertjein alkalomadtán jammelések, gitár- és dobszólók is elhangzanak. Az előadások középpontjában általában Tyler és Perry áll. Az énekes színpadi jellegzetességei közé tartozik sálakkal tekert mikrofonállványa és kézen átfordulásai is.

## Díjak és eredmények
A zenekar már az 1970-es években is szupersztár volt, ennek ellenére az igazi elismerést és a különböző díjakat a következő két évtizedben kapták meg. 1987-ben a Run D.M.C.-vel közösen készített Walk This Wayért megnyerték a Soul Train Music Award for Best Rap – Single (a legjobb rapkislemezért járó) díjat. Első Grammy-díjukat 1990-ben kapták a Janie's Got a Gun című dalért, a Grammy Award for Best Rock Performance by a Duo or Group with Vocal kategóriában. Ezt követően még a Livin' on the Edge, a Crazy és a Pink című dalok is megkapták ezt a díjat, mindegyik az 1990-es években. Ezzel az eredménnyel a második helyen állnak a U2 mögött, akiknek számos daluk nyerte el a Grammy Award for Best Rock Performance by a Duo or Group with Vocal díjat.
Az 1990-es években videóklipjeik révén több díjat is elnyertek. A MTV Video Music Awards ranglistáján a negyedik legsikeresebbek, miután már tíz alkalommal is megkapták az MTV Video Music Awards díjat. A tíz alkalom során az alábbi dalok kapták a díjat: a Janie's Got a Gun (két alkalommal), a The Other Side (egy alkalommal), a Livin' on the Edge (egy alkalommal), a Cryin (három alkalommal), a Falling in Love (Is Hard on the Knees) (egy alkalommal), a Pink (egy alkalommal) és az I Don’t Want to Miss a Thing (egy alkalommal).
A különböző előadók közül az Aerosmith nyerte meg legtöbbször a Best Rock Video (legjobb rockvideó, négyszer) és a Viewer's Choice (háromszor) díjakat. Ezenkívül egy alkalommal nyertek a Video of the Year (az év videója), a Best Group Video (a legjobb zenekari videó) és a Best Video from a Film kategóriákban.
Pályafutásuk során (elsősorban az 1990-es években) még további hét American Music Awards, négy Billboard Music Awards, két People's Choice Awards, 17 Boston Music Awards díjat nyertek el, számtalan egyéb kitüntetés és díj mellett.
1990-ben bekerültek a Hollywood Rock Walkba, ezenkívül az 1993. április 13-i napot Massachusetts állam akkori kormányzója, William Weld, „Aerosmith-napnak” nyilvánította. 2001-ben kerültek be a Rock and Roll Hall of Fame-be, 2002-ben pedig mtvICON díjat nyertek. 2008-ban az Aerosmith lett az első előadó, akik számára a Guitar Hero egy külön videójátékot adott ki, Guitar Hero: Aerosmith címmel.

## Film- és videográfia
Karrierjük során több filmben és videójátékban szerepeltek, valamint videóklipeket is készítettek. 1978-ban a „Future Villain Band” együttest alakították a Sgt. Pepper's Lonely Hearts Club Band (vagy Beatlemania) című filmben. 1990-ben szerepeltek a Saturday Night Live műsorban, ahol a Wayne's World (Wayne világa) tv-sorozat egyik epizódjában mellékszereplőként bukkantak fel. 1991-ben A Simpson család sorozat Flaming Moe's epizódjában szerepeltek, míg 1993-ban a Wayne világa 2. című filmben. Steven Tyler felbukkant a 2005-ös Csak lazán! című komédiában, amelyben John Travolta, Uma Thurman, Dwayne Johnson, Cedric the Entertainer és Vince Vaughn színészek is szerepeltek.
Az együttes több videójátékban is szerepelt, beleértve az 1994-es Revolution X, az 1995-ös Quest for Fame és a 2008-as Guitar Hero: Aerosmith címűeket is. A zenekar nevéhez több mint harminc jelentős sikerű videóklip és hét VHS/DVD kiadvány fűződik.

## Ranglisták
- A Dream On, Toys in the Attic és a Walk This Way dalok felkerültek a The Rock and Roll Hall of Fame's 500 Songs that Shaped Rock and Roll listára.[326]
- 1993-ban a Rolling Stone magazin A 100 legjobb videóklip listáján a Walk This Way (Run-DMC-vel közös változata) a 11., míg a Janie's Got a Gun a 95. helyre került.[327]
- 1999-ben az MTV 100 Greatest Videos Ever Made listáján Walk This Way 5., míg a Janie's Got a Gun 48. helyezett lett.[328]
- 2000-ben a VH1 zenecsatorna 100 legnagyobb rock dalának listáján a Walk This Way a 35., míg a Dream On a 47. helyre került.[329]
- 2000-ben a VH1 A hard rock 100 legnagyobb előadója listáján az Aerosmith a 11. helyre került.[330]
- 2001-ben a VH1 100 legnagyobb videójának listáján a Walk This Way (Run-D.M.C.-vel közös változata) a 11., a Crazy a 23., míg a Janie's Got a Gun a 48. helyre került.[331]
- 2003-ban a Rolling Stone Minden idők 500 legjobb albumának listáján a Toys in the Attic a 228., míg a Rocks a 176. helyre került.[332]
- 2003-ban a VH1 Az elmúlt 25 év 100 legjobb dalának listáján az I Don’t Want to Miss a Thing a 45. helyre került.[333]
- 2004-ben a Rolling Stone magazin Minden idők 500 legjobb dalának listáján a Dream On a 172., a Walk This Way (Run-D.M.C.-vel közös változata) a 287., a Walk This Way eredeti 1975-ös verziója a 336., míg a Sweet Emotion a 408. helyre került.[334][335][336]
- 2004-ben az együttest a 18. helyre rangsorolták az Elmúlt 25 év legnagyobb popművészeinek listáján.[337]
- 2004-ben a Rolling Stone magazin Minden idők 100 legnagyobb előadója listáján az 57. helyre kerültek.[338]
- 2008-ban a Rolling Stone magazin az eredeti, 1975-ben megjelent Walk This Wayt a 34. helyre rangsorolta a Minden idők 100 legjobb gitárdala listáján.[339]
- 2009-ben a VH1 100 legnagyobb hard rock dalának a listáján az eredeti Walk This Way a 8. helyre került.[340]
- 2010-ben a VH1 Minden idők 100 legnagyobb előadójának a listáján a 30. helyre kerültek.[341]
- 2013-ban az Ultimate Classic Rock honlap a Sweet Emotion dalt első helyre sorolta a Top 100 Classic Rock Songs listáján.[342]

## Diszkográfia

### Stúdióalbumok
| Megjelenés dátuma   | Név                           | Billboard helyezés | USA értékesítés           | Kiadó    |
| ------------------- | ----------------------------- | ------------------ | ------------------------- | -------- |
| 1973. január 13.    | Aerosmith                     | 21                 | Kétszeres platinalemez    | Columbia |
| 1974. március 1.    | Get Your Wings                | 70                 | Háromszoros platinalemez  | Columbia |
| 1975. április 8.    | Toys in the Attic             | 11                 | Kilencszeres platinalemez | Columbia |
| 1976. május 3.      | Rocks                         | 3                  | Négyszeres platinalemez   | Columbia |
| 1977. december 1.   | Draw the Line                 | 11                 | Kétszeres platinalemez    | Columbia |
| 1979. november 1.   | Night in the Ruts             | 14                 | Platinalemez              | Columbia |
| 1982. augusztus 1.  | Rock in a Hard Place          | 32                 | Aranylemez                | Columbia |
| 1985. november 9.   | Done with Mirrors             | 36                 | Aranylemez                | Geffen   |
| 1987. szeptember 5. | Permanent Vacation            | 11                 | Ötszörös platinalemez     | Geffen   |
| 1989. szeptember 8. | Pump                          | 5                  | Hétszeres platinalemez    | Geffen   |
| 1993. április 20.   | Get a Grip                    | 1                  | Hétszeres platinalemez    | Geffen   |
| 1997. március 18.   | Nine Lives                    | 1                  | Kétszeres platinalemez    | Columbia |
| 2001. március 6.    | Just Push Play                | 2                  | Platinalemez              | Columbia |
| 2004. március 30.   | Honkin’ on Bobo               | 5                  | Aranylemez                | Columbia |
| 2012. augusztus 28. | Music from Another Dimension! | 5                  | TBA                       | Columbia |

### Kislemezek
Az együttesnek pályafutása során 21 kislemeze került fel a Billboard Hot 100 lista Top 40-be:
| - 1975: Sweet Emotion, 36. hely - 1976: Dream On, 6. hely - 1976: Last Child, 21. hely - 1977: Walk This Way, 10. hely - 1977: Back in the Saddle, 38. hely - 1978: Come Together, 23. hely - 1987: Dude (Looks Like a Lady), 14. hely - 1988: Angel, 3. hely - 1988: Rag Doll, 17. hely - 1989: Love in an Elevator, 5. hely - 1990: Janie's Got a Gun, 4. hely | - 1990: What It Takes, 9. hely - 1990: The Other Side, 22. hely - 1993: Livin' on the Edge, 18. hely - 1993: Cryin', 12. hely - 1994: Amazing, 24. hely - 1994: Crazy, 17. hely - 1997: Falling in Love (Is Hard on the Knees), 35. hely - 1998: Pink, 27. hely - 1998: I Don’t Want to Miss a Thing, 1. hely - 2001: Jaded, 7. hely |

## Az együttes tagjai
| Jelenlegi tagok - Steven Tyler – ének, szájharmonika - Joe Perry – gitár, vokál - Brad Whitford – gitár - Tom Hamilton – basszusgitár - Joey Kramer – dob, ütőhangszerek - Buck Johnson – Csak a turnékon van jelen 2014-től, mint billentyűs és háttérvokalista. | Korábbi tagok - Ray Tabano – gitár - Jimmy Crespo – gitár, vokál - Rick Dufay – gitár |

Idővonal

## Aerosmith-turnék
| - 1970–1972: Club Days - 1973: Aerosmith Tour - 1974: Get Your Wings Tour - 1975: Toys in the Attic Tour - 1976–1977: Rocks Tour - 1977–1978: Aerosmith Express Tour - 1978: Live! Bootleg Tour - 1979–1980: Night in the Ruts Tour - 1982–1983: Rock in a Hard Place Tour - 1984: Back in the Saddle Tour - 1985–1986: Done with Mirrors Tour - 1987–1988: Permanent Vacation Tour - 1989–1990: Pump Tour | - 1993–1994: Get a Grip Tour - 1997–1999: Nine Lives Tour - 1999–2000: Roar of the Dragon Tour - 2001–2002: Just Push Play Tour - 2002: Girls of Summer Tour - 2003: Rocksimus Maximus Tour - 2004: Honkin' on Bobo Tour - 2005–2006: Rockin' the Joint Tour - 2006: Route of All Evil Tour - 2007: World Tour 2007 - 2009: Aerosmith/ZZ Top Tour - 2010: Cocked, Locked, Ready to Rock Tour - 2011: Back On the Road Tour - 2012-2014: Global Warming Tour - 2014: Let Rock Rule Tour - 2015: Blue Army Tour - 2016: Rock 'N' Roll Rumble Tour - 2017: Aero-Vederci Baby! Tour |